# Ghilvaci, Satu Mare

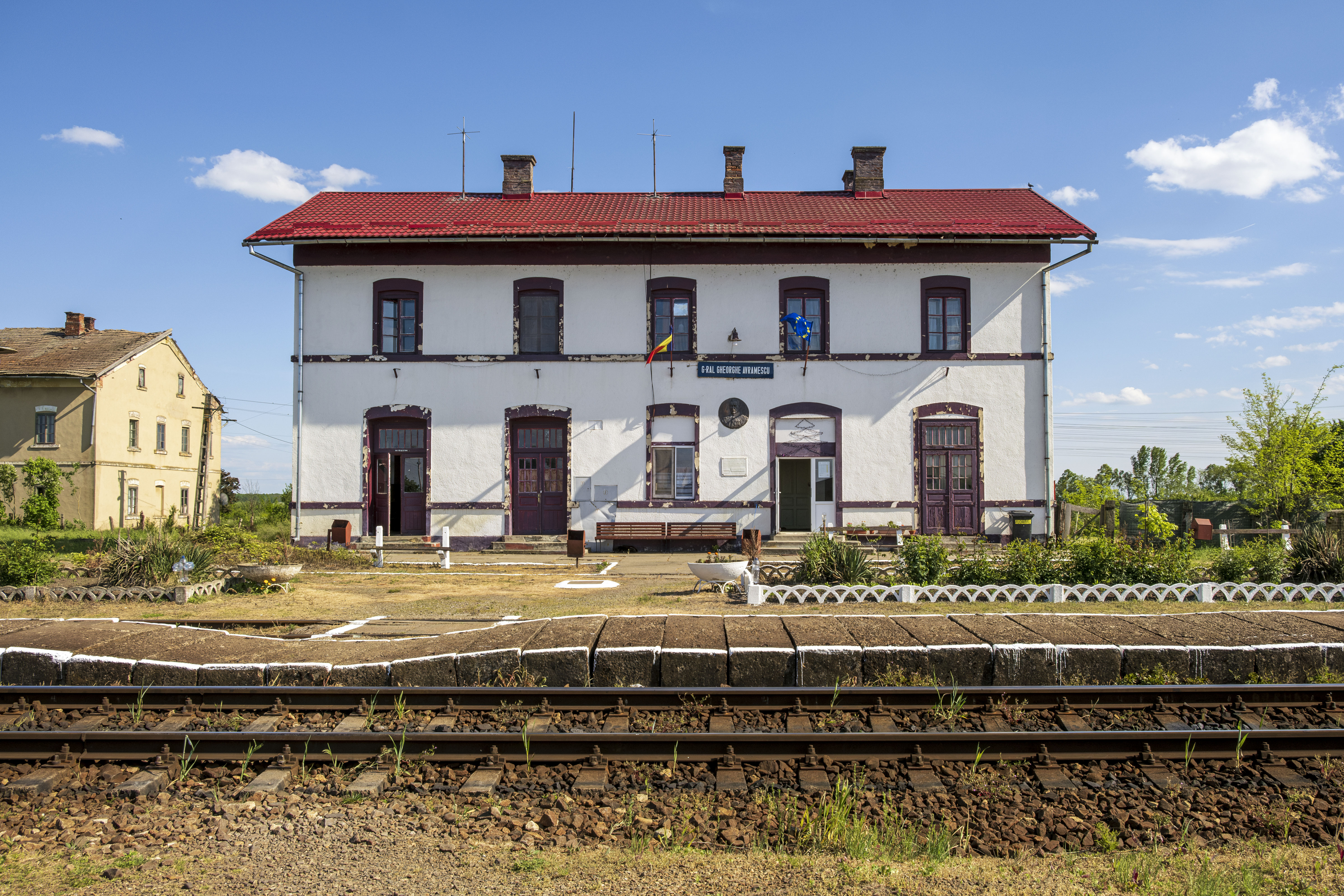
Ghilvaci Gară

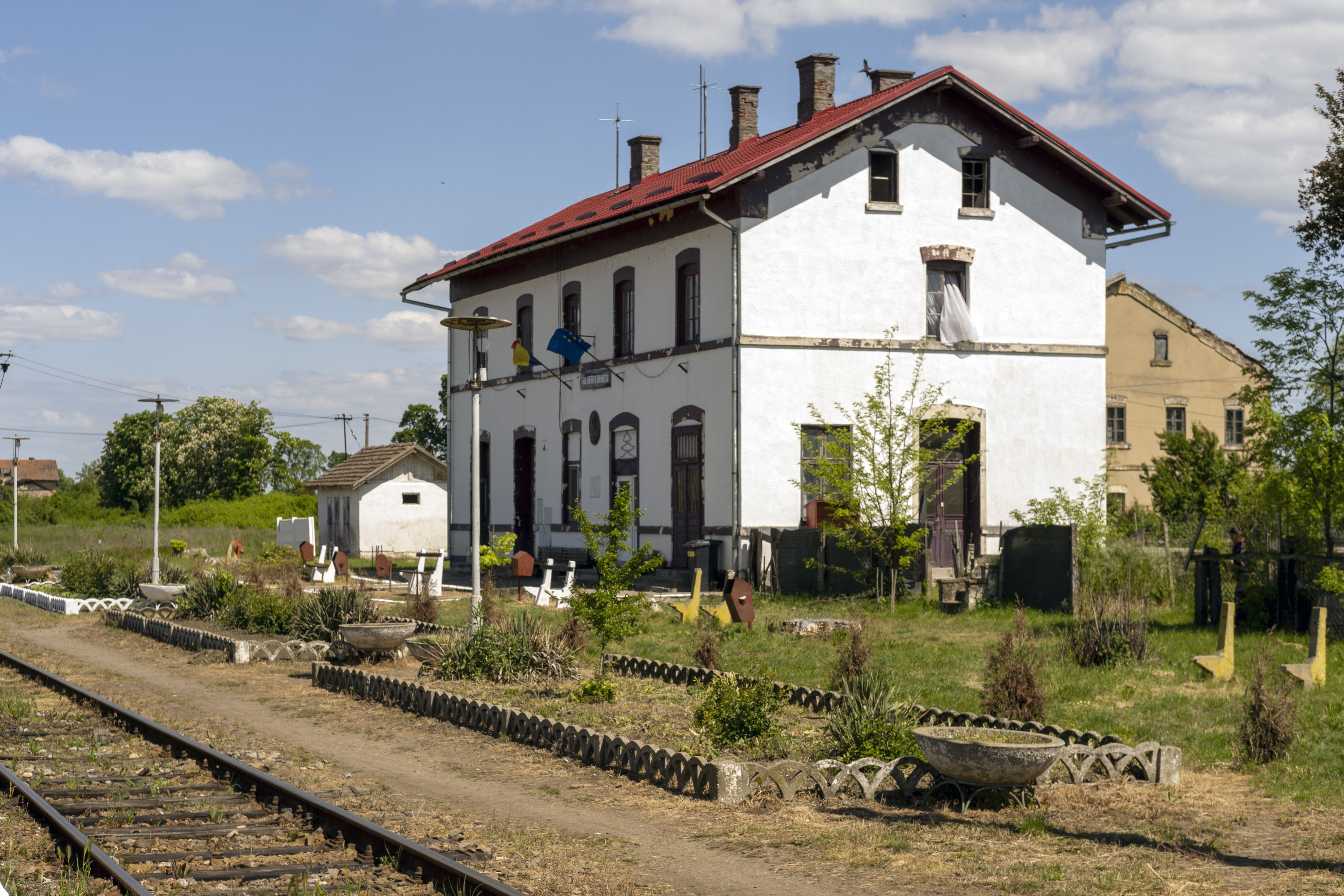
Ghilvaci Gară

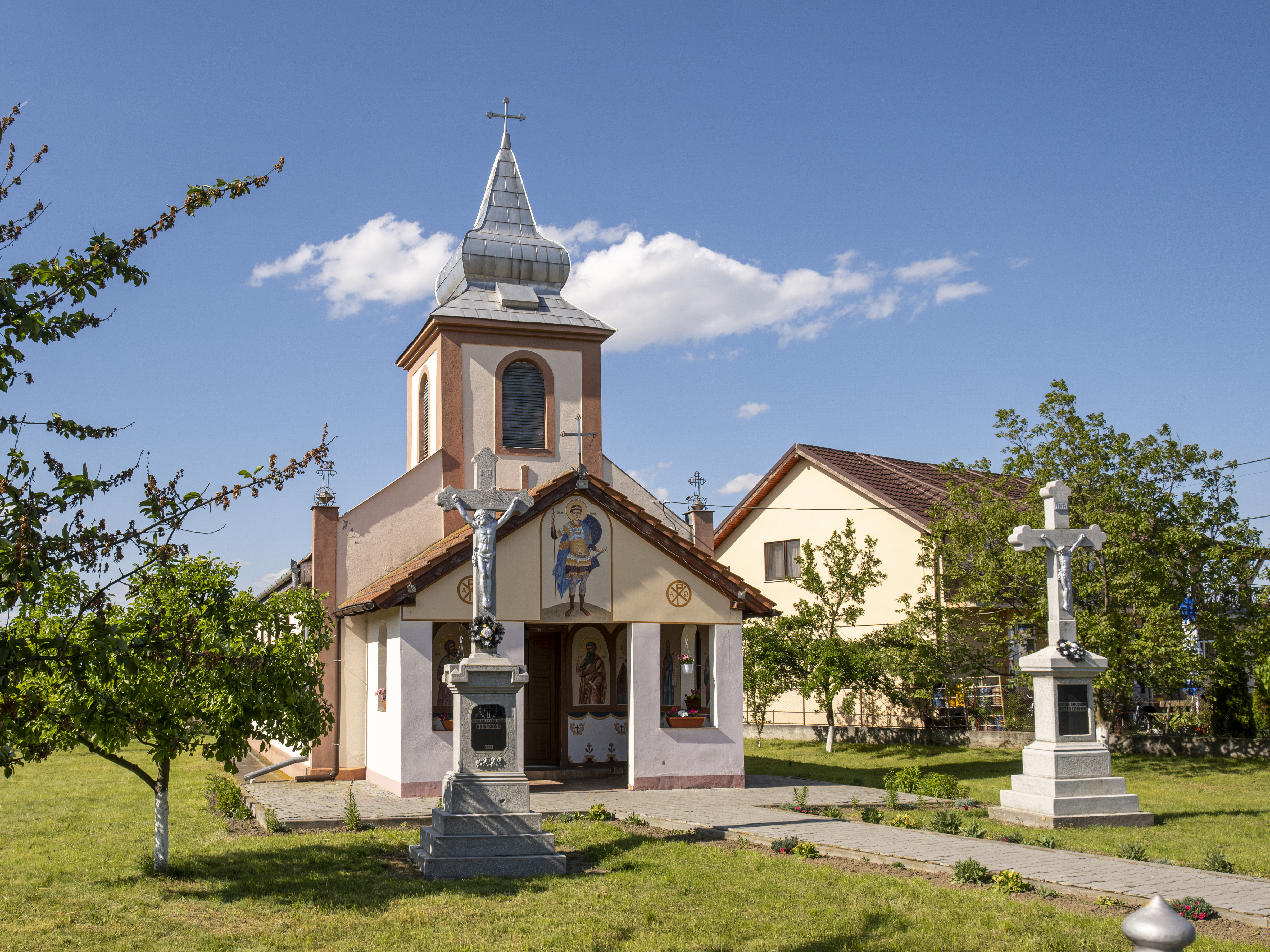
Biserica Ortodoxa Ghilvaci Gară

Ghilvaci este un sat în comuna Moftin din județul Satu Mare, Transilvania, România. Gara Ghilvaci, este un sat desființat din imediata apropiere, care a fost înglobat administrativ în satul Ghilvaci. Acest material se va referi la ambele localități. Satul apare în diverse documente și arhive ale statului maghiar și român cu următoarele denumiri: Gyluas (21 iunie 1291 - prima atestare), Gyluach (1347), Gyluas (1393), Gylwach (1446), Gelwach (1648).

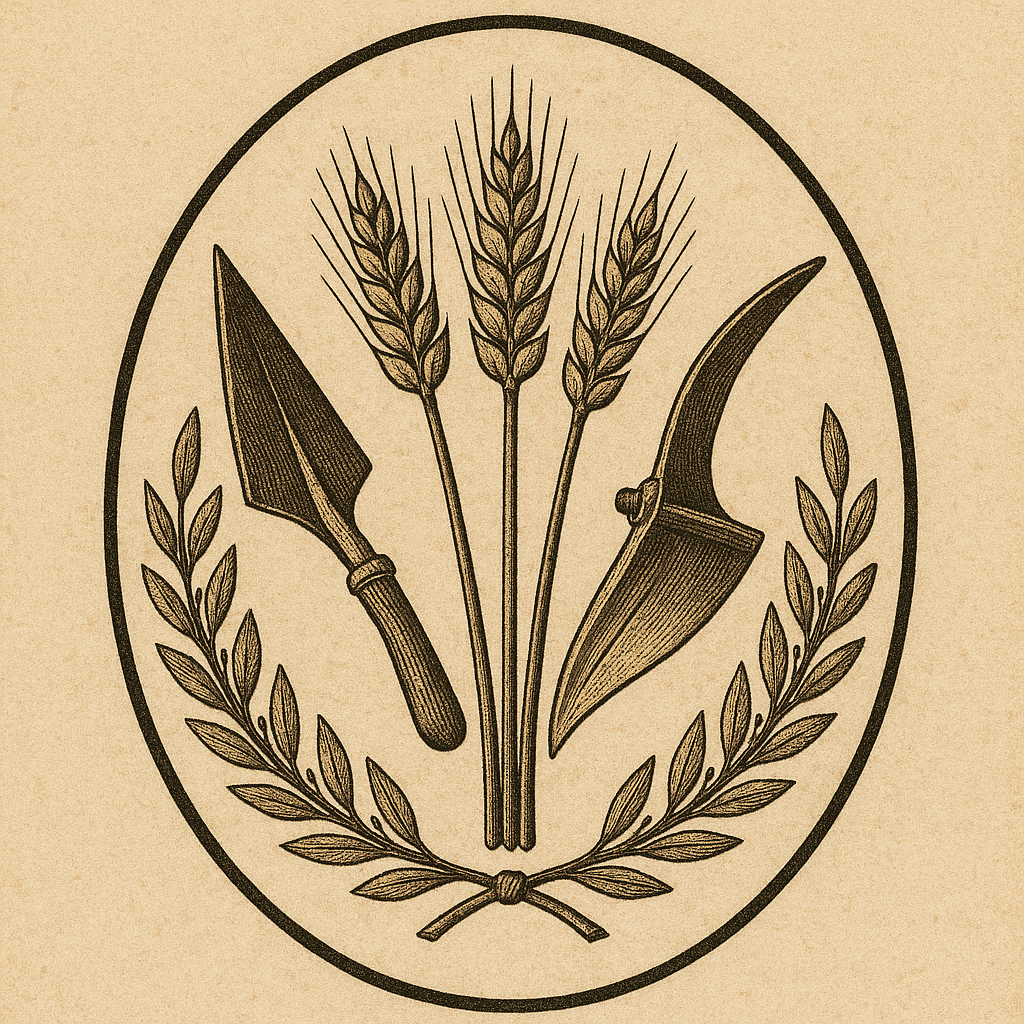
Reprezentare aproximativă a stemei localității de la 1862

Stema/sigiliul localității a fost identificat pe un document din 1862: Trei spice de grâu plasate între un brăzdar și un fier de plug, ambele cu vârful în sus. Totul este cuprins între două cununi de lauri împreunate în partea de jos, formă ovală.

## Geografie
Ghilvaci este o localitate situată la 19 km spre sud-vest de municipiul Satu Mare, într-o zonă de câmpie, în apropierea râului Crasna și a râului Homorod. Satul este situat la o altitudine de 118 m și este înconjurat de întinderi mari de teren agricol, pădure și pășune. 

### Rețeaua hidrografică
Teritoriul de nord-vest al României a cunoscut schimbări geologice majore în ultimele milenii, cu cursuri de apă care și-au modificat în mod repetat albiile. Aceasta a creat o zonă caracterizată de umiditate excesivă, având un impact semnificativ asupra populației încă din perioada de colonizare umană. Cu toate avantajele economice oferite de ape, regiunea a suferit în mod constant de inundații devastatoare, iar terenurile inundate periodic sau permanent au limitat posibilitățile de cultivare. Teritoriul de câmpie din nord-vestul României este cunoscut pentru bogăția sa în ape, cu terenuri mlăștinoase hrănite de apele din viituri prin albii părăsite. Evoluția geologică specifică a zonei a fost influențată de Marea Panonică din mezozoic și de activitatea vulcanică ulterioară, formând Munții vulcanici ai Oașului și Gutâiului. În timp, Marea Panonică s-a micșorat, iar râurile din regiune au schimbat traseele, contribuind la sedimentarea terenurilor și la direcțiile diferite ale apelor curgătoare.
În timpul pleistocenului, râurile cum ar fi Someșul și Crasna și-au schimbat direcțiile de scurgere prin teritoriul de nord-vest al României. Inițial, Someșul trecea prin valea subcolinară a Codrului, însă mișcările tectonice ulterioare și dezvoltarea conurilor de dejecție au provocat devieri în traseele acestor râuri. De-a lungul timpului, albiile abandonate și multiplele schimbări de curs au evidențiat modificările complexe din teren. Astfel, această regiune a fost puternic influențată de dinamica apelor curgătoare, determinând formarea unui peisaj geologic și hidrologic unic în nord-vestul României.
Râul Crasna este astăzi un afluent al Tisei și are o lungime totală de 193 km și un bazin hidrografic de 3.142km2 (72% România, 28% Ungaria). În zona sa de izvor, există munți înalți de 700-900m (Mezeș 997m). În secțiunea de munte și deal, până la Supur, căderea Crasnei este de 5-10 km/h. Din partea inferioară a zonei Soupur spre Moftinul Mare - Ghilvaci, viteza de curgere a apei scade la 3km/h, în timp ce în partea inferioară a râului scade la 0,5 km/h.
Râul Homorod are o lungime de 59 km și drenează versantul nordic a Culmii Codrului, având un bazin hidrografic de 605 km2. Are un debit de 17—27 m3/sec. în prezent este canalizat; apele lui se varsă parțial în râul Someș. 

### Soluri
Zona este caracterizată de o suprafață relativ netedă, având la baza formașiuni turboase-argiloase, fiind înțesată de o rețea de canale de scurgere, care face parte dintr-o rețea mai largă, care se răspândește și pe teritoriul Ungariei.  
După asanarea Mlaștini Ecedea, au apărut soluri bogate în resturi vegetale, dar incendiile repetate ale turbei au dus la transformări profunde. În primii ani, terenurile incendiate de către localnici au fost productive, dar fertilitatea lor a scăzut pe termen lung din cauza distrugerii humusului. Acest proces a adus transformări semnificative în solurile din zonă, care acum conțin puțină materie organică. În județul Satu Mare, în special în Câmpia Careiului, apar soluri halomorfe pe 15,000 ha, cu potențial de a deveni saline prin exploatare nerațională. Sărăturile apar în zonele desecate cu niveluri ridicate ale apei freatice, ducând la degradarea terenurilor. Pentru valorificarea lor agricolă, aceste terenuri necesită lucrări de ameliorare. Asanarea terenurilor mlăștinoase a dus la schimbări în compoziția florei și faunei, cu reducerea vegetației plutitoare și a habitatelor precum trestiișurile, păpurișurile și zăvoaiele de sălcii specifice mlaștinilor. 

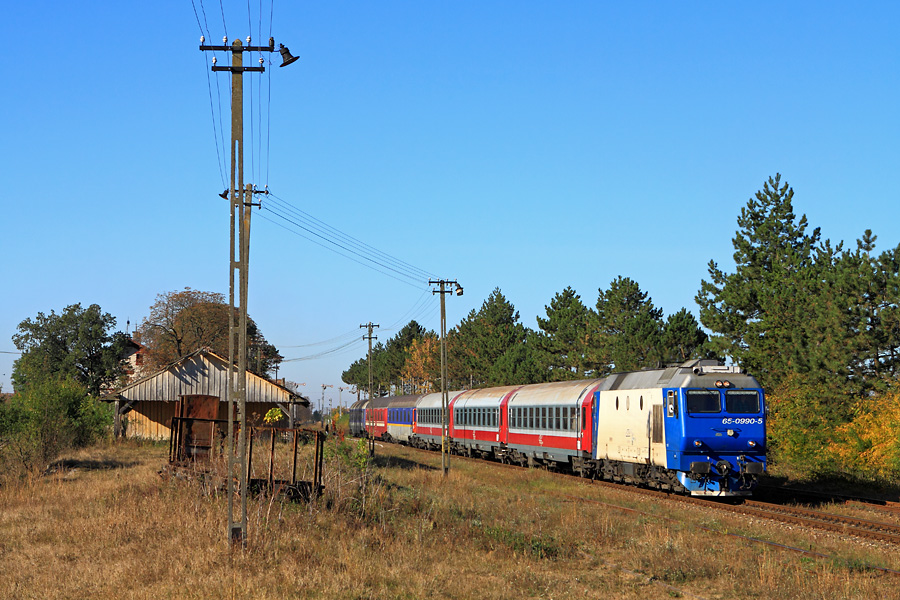
Gara Ghilvaci, Octombrie 2011

Cercetările pedologice executate în Câmpia de Vest au adus în evidență existența unor întinse suprafețe de sărături și soluri sărăturate. Aceste soluri — sub raportul valorii agricole — sunt absolut neproductive, având aproape întotdeauna destinația de pășuni, cu o producție de 400—600 kg. masă verde la ha.  Solurile intr-un grad mai mic sau mai mare de sărăturare, reprezentate prin lăcoviști, aluviuni sau chiar cernoziomuri sărăturate sunt în general sărăturate. 
| Regiunea  | Sărături propriu-zise cca. ha. | Soluri sărăturate cca. ha. | Răspîndirea pe localități                                                    |
| --------- | ------------------------------ | -------------------------- | ---------------------------------------------------------------------------- |
| Baia Mare | 16.000                         | 27.000                     | Berveni, Carei, Căpleni, Tofani, Ghilvaci, Moftinul Mic, Moftinul Mare, etc. |

Variabilitatea producției pe aceste soluri depinde foarte mult de repartiția precipitațiilor atmosferice, repartiția sărurilor solubile în profilul solurilor, de timpul optim al executării lucrărilor agrotehnice, etc. Producția pe aceste soluri poate fi apreciată, în general, redusă la jumătate față de aceea a solurilor normale. Suprafața ocupată de aceste soluri crește an de an, prin sărăturarea unor soluri astăzi încă productive.

## Istoric
Prima atestare documentară a localității Ghilvaci este făcută în anul 1291. Arhiva de Corespondență a Primăriei Comitatului Szabolcs-Szatmár-Bereg conține un vechi document cu un fragment din descrierea unui proces de la sfârșitul secolului al XIII-lea, în care este menționată localitatea sub numele de Gyluas. 

### Epoca Bronzului
În perioada de tranziție la epoca bronzului din acest spațiu geografic sunt documentate două culturi arheologice: cultura Baden și cultura Coțofeni. Prima este răspândită mai mult în Câmpia Careiului, Câmpia Eriului și a Nirului (Nyírség), iar cea din urmă apare mai pregnant în Câmpia Sătmarului și probabil în Câmpia Crasnei (în afara Câmpiei Ecedea). Contactul dintre aceste două culturi s-a realizat prin culoarul Crasnei, influențele culturii Coțofeni pătrunde în zona etno-culturală a culturii Baden mai ales dinspre Sălaj (Valea Crasnei și Bereteului), dar fenomenul este și invers, tot prin aceste căi de circulație înaintează elementele Baden spre Sălaj (Moftinu Mic, Carei-Bothald II, VI, Carei-Corparât, Ghilvaci-Malul canalului, Unimăt, Supurul de Jos, Cehăluț etc.). Cultura Baden sau cultura Baden-Pécel a fost o cultură calcolitică din perioada cca. 3520-2690 î.Hr. A fost descoperită în Europa Centrală și de Sud-Est, fiind cunoscută în special în Moravia (Republica Cehă), Ungaria, sudul Poloniei, Slovacia, nordul Croației și estul Austriei. Importuri de ceramică de Baden au fost descoperite și în Germania și Elveția (Arbon-Bleiche III). Este adesea grupată împreună cu cultura Coțofeni ca parte a culturii Baden-Coțofeni.
Culoarele râurilor aveau un rol primordial în pătrunderea unor culturi umane în zona de nord-vest a țării. Astfel de exemplu în pătrunderea culturii Coțofeni (aparținând neoliticului) spre Valea Ierului, un rol preponderent avea culoarul râului Crasna. Se pare că, pentru captarea apei potabile încă din epoca neolitică au fost săpate în unele locuri și puțuri, cum atestă cercetările arheologice efectuate de Muzeul din Cărei, la Moftinu Mic — Pescărie. Aici a fost găsit un puț perfect circular, cu un diametru de circa 85 de cm. 

### Evul Mediu

#### Secolul X: Anii 901 - 1000
Maghiarii au început să se stabilească în zona actualului județ Satu Mare, care face parte din regiunea istorică Transilvania, în secolul al X-lea, în timpul domniei regelui Ștefan I al Ungariei (Szent István în maghiară). 
În această zonă, pe malul stâng al Someșului, maghiarii stabiliți au găsit o populație slavă, conform toponimiei, în principal în zonele mlăștinoase din Câmpia Sătmarului și de-a lungul râurilor. Existența acestor populații slave timpurii este confirmată de descoperirile arheologice, nu foarte numeroase totuși, din cauza lipsei de cercetări arheologice sistematice. Conform unor descoperiri arheologice recente (Csenger, Csengersima, fost Gálospetri), maghiarii au ocupat această zonă în secolul al X-lea până la est de Someș și la sud până la râul Ér. Această imagine este confirmată de rămășițele cimitirelor comune care au ieșit la iveală. Doar trei dintre numele triburilor maghiare ale maghiarilor cuceritori sunt cunoscute din această zonă: Jenőa, la granița vestică a comitatului, ar fi putut aparține comitatului Bihar, în timp ce Kéra este cunoscut de pe malul stâng al râului Someș și de pe malul drept al Gyarmata. 

#### Secolul XIII-XIV: Anii 1201 - 1400
După ce s-au stabilit, maghiarii au înființat mai multe așezări și au stabilit câteva centre administrative pe acest teritoriu, pentru a se apăra de diverse valuri migratoare. Astfel aflăm din arhive de existența unui castel regal în comitatul Sătmar, la ”Gyluas”, construit probabil după invazia tătară (1241), care apare consemnat la 1291. 
Nicolae, palatinul Ungariei, jude al cumanilor, dă câștig de cauză lui Pouch, fiul lui Benedict de Rakamaz, în procesul împotriva rudelor sale din mai multe sate din comitatul Szabolcs și din alte comitate, el având dreptul să rețină moșiile cotropite de aceștia. Se descriu fazele procesului, în care s-a prezentat scrisoarea capitlului ( adunare a călugărilor sau a clericilor catolici dintr-o regiune anumme)din Oradea, din 25 iulie 1342, cuprinzând o altă scrisoare a aceluiași capitlu, din 21 iunie 1291 (DIRC, veac XIII, vol. II, nr. 411 ), și o altă scrisoare a aceluiași capitlu din 25 martie 1347. Se amintesc moșiile Sanisráu (Stanyzlo), Carei (Karul,Karol), Ghilvaci (Gyluas), precum și comitele secuilor Nicolae, fiul lui Bricciu, și magistrul Grigore notarul, omul de mărturie al conventului din Dealul Orăzii. (Arh. Nat. Magh. Dl. 51 608. Fotocopie la Inst. de ist. si arh. Cluj-Napoca/1291.Org. perg., cu urme de pecete de închidere aplicata pe verso. REGESTE : Kdllay, II, 11-13, nr. 1805)
Amplasamentul castelului a fost localizat între Ghilvaci și Moftin, pe malul drept al râului Crasna, în timpul unui studiu de teren făcut de arheologi. Aici, probabil în castel, și-a datat carta de proprietate meșterul "Kopasz" Jakab din familia Borsa, strămoșul comitatului. În 1308 zona din jurul Ghilvaciului este preluată de familia Bathory, care primește cadou ținuturile de la regele ales Carol I Robert Capet-Anjou. Acesta i-a acordat lui Joachim Bathory domeniul Ecséd (Ecedea) în moștenire perpetuă pentru serviciile aduse Ungariei. Acest domeniu avea să facă din Joachim și urmașii săi unii dintre cei mai bogați nobili din regat.
Domeniul era vast iar proprietarii de pământuri din zonă nu se mai supuneau regelui, ci Bathoryilor. Domeniul se întindea în comitatele Zemplin, Bereg, Satmar, nordul Zolnok și cea mai mare parte a Zabolc. Includea, de asemenea, Castelul Satmar (Castrum Zotmar), aproximativ 160 de orașe și sate, inclusiv târgurile Sárospatak, Potamopolis, Sarisský Potok, Fábiánháza, Berveni, Tunyogmatolcs, Porcsalma, Jármi, Mánd, Tarpa, Mérk, Vállaj, Géberjén, Iojib, Satu Barbá, Cámin, Ghenerca, Craidorolț, Apa, Ghilvaci, Moftinu Mare și Moftinu Mic și Berehove.
În 1316, castelul a fost preluat de castelanul regelui, fiul lui Bereck de Bátori din familia Gutkeled. În 1326, regele Carol I i-a răsplătit pe fiii lui Bereck cu moșia Fehértó (Szabolcs m.), care a fost confiscată de la aceștia, pentru care au fost recompensați de rege. În 1338, locotenentul castelului, Tompos (Sánta), care poate fi identificat în mod corect cu Dénes fiul Jakab din familia Szentemágócs, a fost judecător de pace într-o dispută funciară din comitatul Zemplén. 
Mai departe, este menționat conacul regal nou înființat, în 1387,  situat la intersecția Crasnei, între Ghilvaci și Moftin. Este menționată și o biserică construită lângă conac, clădită în cinstea Sfântului Demeter Martirul, posibil punct de plecare al organizării bisericești timpurii în secolul al XI-lea.

#### Secolul XV: Anii 1401 - 1500
Moșiile ramurii Ecsed a familiei Bátor din comitatul Satu Mare sunt consemnate în declarația din 1433 către mănăstirea din Leszno. Potrivit acesteia, dintre cei trei frați supraviețuitori, moșiile ramurii Ecsed a familiei Bátoriak din comitatul Satu Mare sunt înregistrate în declarația lor din 1433 către convenția din Leszno. Potrivit acesteia, cel mai tânăr dintre cei trei frați supraviețuitori, Bertalan, a primit "casa părintească din orașul de câmp Bátor. Tamás a primit conacul din Majtény(Moftin), în timp ce lui István (mai târziu judecător de țară) i s-a permis să păstreze conacul nou construit din Fábiánháza, cunoscut și sub numele de Bohol, dar fiecare dintre ei a primit și părți din Bátor și Majtény". Pentru a compensa diferența, István a primit întreaga Fábiánháza și partea lui Tamás în Ecseden și Szentmiklós. Castelul din Ecsed a rămas o proprietate comună și indivizibilă. Moșia de la Moftin cuprindea și alte sate îm comitatul Satu Mare: Bátor, Vasvári, Encsencs, Lugos, Sanislau, Terem, Vállaj, Kalmánd (Camin), Mérk, Ecsed, Majtény (Moftinu Mare), Szentmiklós (Sînmiclăuș), Gilvács (Ghilvaci), Terebes (Terebești), Dob (Doba), Zsadány (Sátmárel), Ombod (Ambud), Amac (Amati). Aceste așezări nu erau cu nimic inferioare blocului de moșii Meggyes, care, deși mai numeroase, aveau un număr bun de sate care erau încă în curs de înființare. 
Conform unei înregistrări din jurul anului 1520, ramura Ecsed a familiei Bátor a continuat să se extindă în timp și, prin urmare, a fost organizată în patru conace. Pe lângă satele din Bihor și din comitatul Szabolcs, Bátor și anexele sale includeau și satele Vasvari și Lugos din comitatul Satu Mare. Castelul Ecsed includea Fábiánháza, Szentmárton (un sat distrus), Mérk, Terem, Vállaj, Börvely (Berveni), recent dobândit, Kálmánd, Szaniszló și Lórándháza în comitatul Szabolcs. Majtény(Moftin) a inclus Szentmiklós, noua achiziție Dománhida (Domanești), Tagy (sat distrus), Gilvács, Terebes, Dob, Zsadány, Ombod și Amac. În sfârșit, Matolcs, Nábrád, Géberjén, Ökörító, Porcsalma, Penyige (aceste cinci sate sunt noi achiziții), Nagyar, Kisar, Tarpa, Oroszi, Csaholc și Namény aparțineau de Gyarmat. Excluzând Bátor, care la acea vreme fusese deja transferat la comitatul Szabolcs, Gyarmat era a 8-a-10-a și Majtény a 10-a (populație calculată 200-248 de locuitori) cea mai mare așezare din comitat, ambele fiind orașe de câmp la sfârșitul secolului al XV-lea. 

#### Secolul XVI: Anii 1601 - 1700
În vara anului 1601, Mihai Viteazul a ales să stabilească tabăra sa la Moftin, unde a petrecut 20 de zile în pregătire pentru bătălia de la Gurăslău, care avea să fie ultima sa victorie. La începutul lunii iulie 1601, Mihai Viteazul și-a mutat tabăra militară de la Debrețin, trecând prin Carei și stabilindu-se la Moftin, pe malul stâng al râului Crasna. În zona actuală a localității Moftinu Mic și pe două movile vecine de-a lungul drumului către Sînmiclăuș, Mihai Viteazul și-a așezat oastea, în timp ce oastea lui Basta György avea tabăra la Satu Mare. În acea perioadă, în tabăra militară de la Moftin, Mihai Viteazul comanda peste 16.000 de oameni, dintre care 8.000 erau călăreți. La data de 31 iulie 1601, în tabăra de la Moftin au sosit încă 2.000 de silezieni sub comanda generalului Rothal. Împreună cu generalul Basta, Mihai Viteazul se pregătește să-l înfrunte pe Sigismund Báthory, care revenise în Transilvania. Ei părăsesc Valea Crasnei și avansează către Zalău și Cluj, ajungând la Supuru de Jos și Supuru de Sus, apoi la Sărmășag. Continuând înaintarea, pe 2 august 1601 ajung în apropierea satului Guruslău. Cu toate acestea, victoria lor este de scurtă durată, căci în 19 august 1601, Mihai Viteazul este asasinat de ofițeri imperiali trimiși să-l însoțească, neputând fi atras în armata imperială.

#### Secolul XVIII: Anii 1701 - 1800
Satul cu 254 de locuitori avea la sfârșitul secolului al XVIII-lea doar o biserică filială romano-catolică. Existau 36 de case cu 254 de locuitori, dintre care 252 erau catolici și 1 reformat sau israelit.
La 1729, Ghilvaci era în proprietatea nobilului Károlyi Banfi, dintr-o familie cu o reputație foarte bună în Transilvania și Ungaria.
| Localitatea | Data întocmirii | Iobagi | Inquilini | Libertini | Străini | Scutiți | Armaliști | Noi veniți | Fugiți | Morți | Taxaliști | Nenominaliați | Total capi de familie |
| ----------- | --------------- | ------ | --------- | --------- | ------- | ------- | --------- | ---------- | ------ | ----- | --------- | ------------- | --------------------- |
| Ghilvaci    | 17.12.1729      | 9      | -         | -         | -       | 3       | 5         | -          | 4      | -     | 6         | -             | 27                    |

Dicționar: Iobagii - Țărani dependenți de stăpânul feudal pe durata întregii vieți; Scutiții - erau iertați de la taxe. Aici intră cele mai diverse categorii de slujbași: juzi, păzitori, păstori, ciurdari, mercenari, haiduci, morari, cârciumari, paraclisieri, pantofari, grădinari și nu în ultimul rând voievozii dominiali întâlniți doar în satele românești ; Armaliștii -  țăranii nobili (nobiles unius sessionis), nobil de o sesie, nemeși, boieri opincari, ai căror strămoși fuseseră înnobilați pentru a constitui o forță militară la îndemâna principilor, foarte numeroși ca atare, în zonele de graniță ale Transilvaniei; Fugiții - erau iobagii care au plecat de pe moșiile lor pentru că se simțeau persecutați de stăpâni; Taxaliștii -   țărani fără pământ sau cu pământ puțin, care munceau pe moșiile nobililor, dar care nu aveau regimul juridic al iobagilor.
Apar detalii despre un proces intentat de iobagii șvabi din Ghilvaci în jurul anului 1780 către „înalta judecătorie” din Ardud. Sentința arată că iobagii nu pot fi siliți să lucreze la reparări de drumuri și poduri care aparțin comitatului, decât dacă ei vor fi retribuiți pentru această muncă. 

#### Secolele XVII - XXI: Asanarea Mlaștinii Ecedea

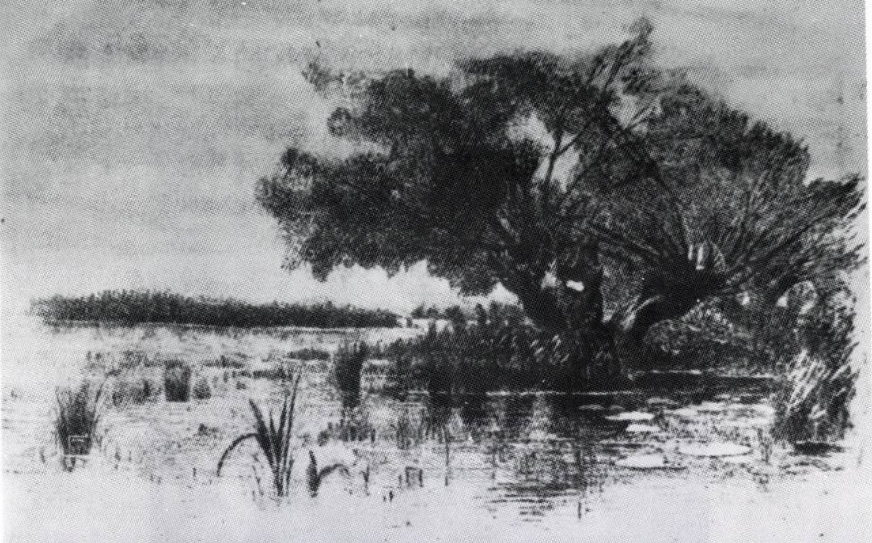
Aspect din Mlaștina Ecedea din secolul al XIX-lea.

Primele referiri documentare cu privire la caracterul mlaștinos al acestui teritoriu pot fi găsite în documentele medievale din secolele XII-XIV. De exemplu, într-un înscris din anul 1227, care relatează o stare anterioară în zona dintre Someș și Crasna, regiunea este menționată ca fiind "șesul de odinioară al bizonilor", indicând existența unei suprafețe mlăștinoase acoperite de păduri. Primele informații despre râurile din teritoriu le aflăm din "Cronica lui Anonymus": râul "Samus" și Mlaștina Ecedea sunt menționate. Numele Crasnei apare într-un document datat din 10 decembrie 1308. Mai târziu, în anul 1778, M. Pilier a efectuat un studiu asupra Mlaștinii Ecedea, dar însemnările sale s-au pierdut. În 1796, naturalistul P. Kitaibel a explorat zona, colectând plante și furnizând informații valoroase pentru reconstituirea istoricului vegetației. În secolul al XIX-lea, geologul A. Pokorny a cercetat formațiunile turboase în 1859, iar în 1914, E. Ciurdariu a publicat un studiu despre antropogeografia mlaștinilor. De asemenea, descrierile vânătorilor și pescarilor din secolul al XIX-lea oferă informații pitorești despre Mlaștina Ecedea.
Suprafața mlaștinii Ecedea a fost evaluată în anul 1730, înainte de încercările de asanare, la aproximativ 432 km2, fiind una dintre cele mai mari mlaștini eutrofe (cu bogate soluri nutritive) de pe continent. Mlaștina Ecedea a devenit sursă de legende și povești. Imaginea colectivă o descria ca o mlaștină aparent nesfârșită, cu adâncime impenetrabilă, fiind asociată cu balauri înfricoșători. Se credea că apa nu îngheață niciodată, chiar și în iernile aspre, deși această realitate era valabilă doar în anumite zone mai adăpostite. În imaginarul popular, existau relatări despre sate întregi acoperite de apele mlaștinii, însă în realitate, așezările inundate erau doar temporare și rare. De exemplu, mutarea vechiului sat Moftin cu 2 km a fost cauzată de inundații repetate. Mlaștina Ecedea dezvăluia un peisaj umed, cu zone mlăștinoase și pâraie, în unele cazuri navigabile doar cu barca. Ridicături și insule se găseau atât în marginea, cât și în interiorul mlaștinii. Vegetația dominantă era reprezentată de trestii. Vegetația plutitoare și rogozurile ocupau arii semnificative. Un aspect distinctiv era plaurul plutitor, care în unele locuri avea grosimi considerabile, fiind suficient de solid pentru a susține chiar căruțe. Principalele activități ale comunității din Mlaștina Ecedea constau în pescuit, cu accent pe țipar (Misgurnus fossilis), și vânătoare. Materialele precum trestia și papura au fost folosite extensiv în construcții și pentru lucrări împletite.

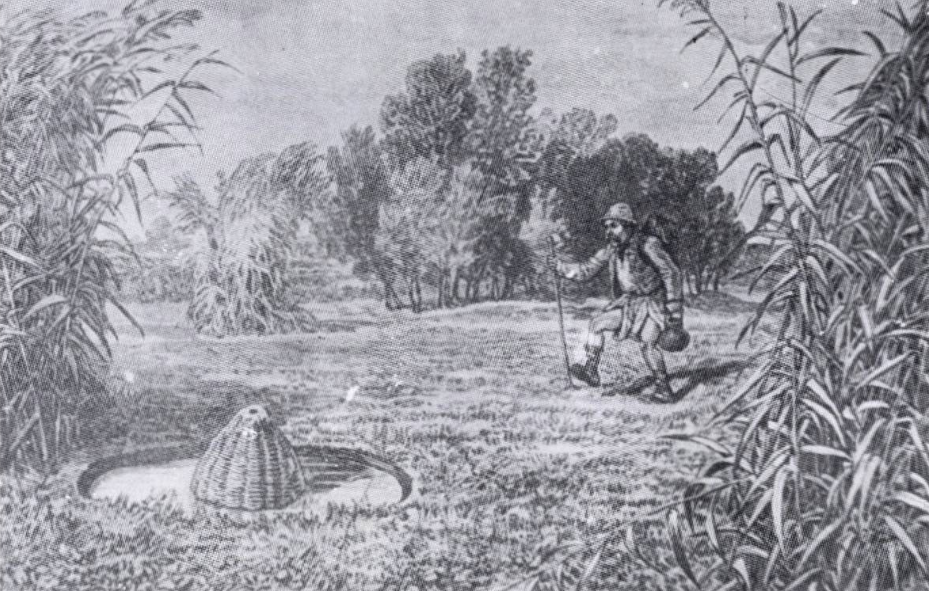
Pescuit cu vârșa din apa de sub plaur în Mlaștina Eceda. Stampă din secolul al XIX-lea.

Mlaștina Ecedea era alimentată de mai multe cursuri de apă, dintre care cel mai important era râul Crasna, ce traversa mlaștina și se vărsa în aceasta în dreptul satului Moftinu Mic. Râul Crasna avea un traseu meandrat la marginea mlaștinii. De asemenea, dinspre est, în apropierea satului Doba, Homorodul se vărsa în mlaștină, împreună cu afluentul său, Pârâul Sărat.

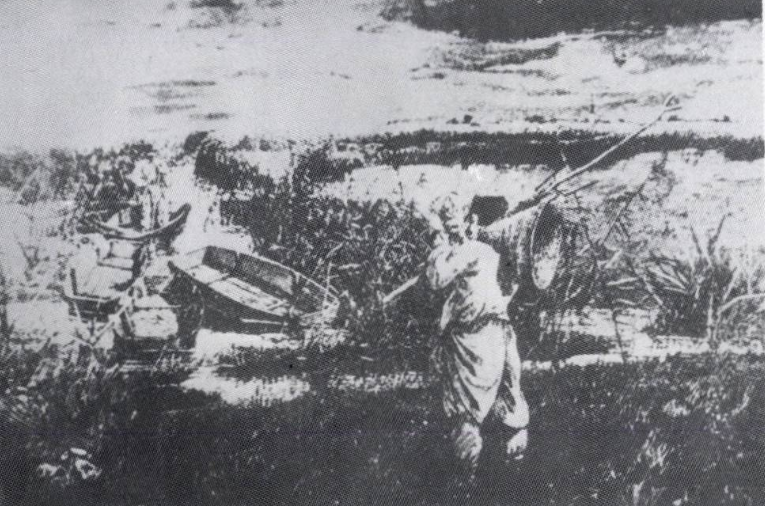
Pescarii cu barcă în zona Mlaștinii Ecedea. Stampă din secolul al XIX-lea.

În perioada Evului Mediu, s-au efectuat diverse lucrări hidrotehnice cu scopuri strategice. Conform informațiilor furnizate de istoricul M. Bél, râul Crasna, care avea traseul său în partea "stângă" (vestică) a localității Moftin, a fost redirecționat către cetatea construită în secolul al XVI-lea în partea nordică a Mlaștinii Ecedea. Scopul acestei acțiuni era consolidarea acestei fortificații. Campania care a propus secarea mlaștinii a început în anul 1751, argumentând că existența acestei zone cu exces de umiditate îngreunează transportul sării pe Someș. Deja în anul 1760 au fost săpate canale în zona mlaștinii începând de la Moftin. Pentru transportarea pământului au fost folosiți în special bivoli. În perioada 1778-1784, a fost săpat un canal cu o lungime de 32 km, începând din satul Moftin, paralel cu cursul Crasnei, pentru canalizare și curățarea șanțurilor mai vechi. Aceste lucrări au redus semnificativ suprafața mlaștinii. În 1785, însă, sub ordinul împăratului Iosif al II-lea, lucrările au fost oprite, iar ulterior, apărutele viituri și colmatările canalelor au compromis lucrările anterioare. Nivelul apei din mlaștină oscila sezonier și anual; într-un an secetos cum a fost 1863, mlaștina s-a uscat. Eforturile de a drena Mlaștina Ecedea au fost reluate abia în anii 1880, când canalul executat în secolul al XVIII-lea a fost curățat și reactivat cu finanțare din comitatul Satu Mare, dar din cauza împotmolirii rapide a canalului, aceste măsuri nu au avut rezultatul scontat. 

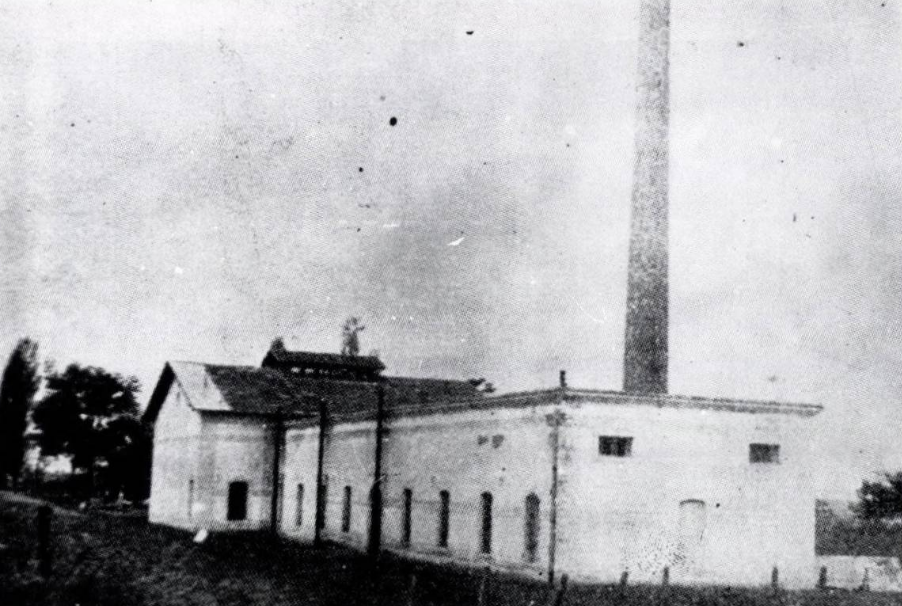
Stația de pompe de la Moftinul Mic. În anul 1912 s-a construit o uzină de pompe cu o capacitate de 9 m^{3}/sec. Amplasată în zona de confluență a canalului de legătură cu Canalul Crasna Veche, această stație avea menirea de a ridica surplusul de debit al Canalului Răsăritean în Canalul Crasna Veche. Uzina, care funcționa cu trei mașini de aburi, se compunea din trei pompe centrifugale, având fiecare un debit de 3 m^{3}/sec.

După ce încercările anterioare de a asana Mlaștina Ecedea au eșuat la sfârșitul secolului trecut s-a pornit din nou o mare campanie, pentru a deseca acest imens teren băltos-mlăștinos. în perioada amintită aceasta constituia cea mai mare lucrare de hidroameliorare din regiune, fapt pentru care s-au concentrat toate forțele existente în scopul reușitei acestor acțiuni. În anul 1888, a fost elaborat primul plan pentru secarea Mlaștinii Ecedea, dar din cauza costurilor mari, proiectul a fost modificat. În 1894 s-a înființat Sindicatul pentru secarea Mlaștinii Ecedea, cu inginerul L. Péchy ca conducător. Lucrările au început în 1895, având în vedere erorile planurilor anterioare. S-a săpat un nou canal al râului Crasna la marginea mlaștinii (2500 de muncitori, 14 pompe pentru eliminarea apei de infiltrație, excavatoare), iar în 8 martier 1898, Crasna și-a schimbat cursul spre râul Tisa în decurs de 10 minute. Alte canale au fost săpate pentru drenarea apei, și s-au făcut îmbunătățiri pentru soluri. Asanarea a scos sub amenințarea inundațiilor 93 000 ha, apărând culturi agricole noi și noi obiective industriale. Lucrările au continuat în perioada interbelică, iar după 1944 au avut loc alte îmbunătățiri și modernizări, inclusiv în anii 1970 și 1980. Un punct important a fost construirea unui eleșteu la Moftinu Mic, creând un lac artificial important în piscicultură. Un număr însemnat de eleșteie existau în această zonă, cu secole în urmă. După cum reiese dintr-un document datat din anul 1648, locuitorii din Berveni, Moftin, Cămin și Terebești, care pescuiau în bălți și mlaștini, aveau ca obligație feudală să predea periodic câte o găleată de țipari.
Inundațiile erau frecvente în regiune, având impactul lor asupra populației și a localităților. Aceste dezastre naturale au determinat mutarea unor sate, iar unele localități au fost inundate în mod repetat. De-a lungul timpului, inundațiile au cauzat distrugeri semnificative, afectând recoltele, infrastructura și viețile oamenilor. Timpul a șters multe dintre urmele acestor inundații, în special a celor petrecute cu secole în urmă, în dispariția unor sate medievale, cum erau cele din hotarul localităților Doba, Oar, Urziceni etc., se pare că un rol primordial au avut-o inundațiile repetate. Din această cauză unele sate s-au mutat din locul vetrei lor inițiale. Doba și Moftinu Mic au fost inundate de două ori, cea din urmă ultima dată între anii 1884—1886. 
Printre cele mai severe inundații menționate în arhive s-au numărat cele din anii 1884, 1888, 1940 și 1970, cu pierderi semnificative în agricultură, infrastructură și locuințe, afectând în mod substanțial populația și economia regiunii:
- 1784: Inundații în zona Mlaștinii Ecedea, afectând lucrările de drenare și unele localități din zonă.
- 1855: Ruperea digului de pe Someș la Cărășeu, cu intrarea apelor în valea Homorodului și Bălcaiei, și alte rupturi de diguri în partea nordică a râului Someș.
- 1870-71: Inundații majore în zona râului Crasna, determinând solicitarea de a accelera lucrările de asanare.
- 1884: Inundații în urma ploilor abundente, Someșul iese din albie și inundă localitățile Dara, Moftinu Mare, Moftinu Mic, Satu Mare etc., cauzând pierderi semnificative în agricultură.
- 1888: Ruperea digurilor de Someș, inundând orașul Satu Mare și localitățile Amați, Sătmărel, Doba, Moftinu Mic, Comănești etc.
- 1940: Apele Crasnei rup digurile și provoacă inundații în zonă, cu pagube deosebit de mari în satul Păulean.
- 1970: Cea mai mare inundație din istoria regiunii, cu cote de apă Someș depășind 900 cm. Mai multe râuri sunt în creștere, Someșul depășește coronamentul digurilor, înregistrându-se distrugeri semnificative în agricultură și infrastructură, afectând numeroase localități și provocând pierderi umane și economice semnificative.[23]

### Epoca Modernă - nod feroviar
Dorința de a lega Transilvania de apusul Europei s-a manifestat încă din anul 1840 printr-un proiect elaborat de specialistul maghiar Szécsényi István, supranumit și ahitectul căilor ferate moderne din Ungaria, dar care a rămas nematerializat la acea dată din cauza mișcărilor revoluționare din perioada 1848 – 1949 care au zguduit Ungaria.
În 1868, guvernul ungar a acordat o concesiune consorțiului condus de antreprenorul german evreu Bethel Henry Strousberg pentru a construi o cale ferată de la Debrețin prin Satu Mare (atunci Szatmárnémeti) către Sighetu Marmației (atunci Máramarossziget). Strousberg a început lucrările rapid și în 1870 a vândut concesiunea cu profit către un consorțiu bancar condus de Union-Bank din Viena.
Calea ferată Debrețin–Sighetu Marmației a fost pusă în funcțiune pe mai multe tronsoane, începând de la vest către est:
- Debrețin–Carei: 5 iunie 1871
- Carei–Satu Mare: 25 septembrie 1871
- Satu Mare–Buștîno: 16 iunie 1872
- Buștîno–Sighetu Marmației: 4 decembrie 1872
Așadar, inaugurarea liniei de cale ferată pe ecartament clasic, care făcea legătura între Carei și Satu Mare și trecea prin Ghilvaci, s-a deschis la 25 septembrie 1871. Au fost construite în gara Ghilvaci numeroase clădiri pentru administrația gării și locuințe pentru angajați: clădirea gării cu un etaj, 2 blocuri de locuințe cu 2 etaje, depou de locomotive, depozit, 7 case pentru angajați, 2 cabine, 2 cantoane. 

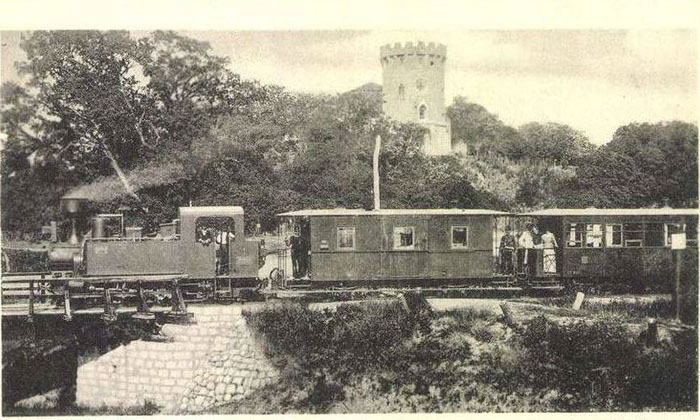
Trenul garat lângă Cetatea Ardud.

În Imperiul Austro-Ungar, căile ferate cu ecartament îngust (predominant de 760 mm) au avut o dezvoltare rapidă între sfârșitul secolului al XIX-lea și începutul secolului al XX-lea. Acestea erau preferate datorită costurilor reduse și adecvării tehnice la diferite tipuri de terenuri. Multe linii înguste au fost construite pentru a servi zone izolate cu resurse precum sare, piatră sau lemn, sau pentru transportul de persoane, inclusiv în scop militar. 
Linia de cale ferată îngustă Șomcuta Mare - Ardud - Ghilvaci a fost finalizată în 1895 și a avut o lungime de 81 km. Trenul era cunoscut popular ca ”Suzana”, ”Zsuzsi” sau ”Juji”.  În perioada 1891-1894, Societatea Căi Ferate - CF locale Carei - Șomcuta Mare a dezvoltat o linie de cale ferată între Ghilvaci și Șomcuta Mare. Porțiunea dintre Ghilvaci și Ardusad, a fost inaugurată la data de 4 octombrie 1893. Cu un ecartament îngust de 760mm, linia începe din stația Ghilvaci (la altitudinea de 116 m) și traversează zona de câmpie a Someșului, înaintând până la stația Ardud (la altitudinea de 131m), apoi continuă să urce printre dealuri până la stația Ardusad (la altitudinea de 166 m), îndreptându-se din nou prin terenurile deluroase sălăjene și traversând linia normală Jibou - Baia Mare de-a lungul malului drept al Someșului, chiar sub podul de cale ferată, aproape de stația Ulmeni-Sălaj, pentru a ajunge în zona viticolă și pomicolă a localității Șomcuta Mare (la altitudinea de 200 m).
Inițial, linia a fost construită cu șine și ramificații tip 13,5, aflate pe traverse de lemn, facilitând un tonaj de 5,5 tone pe osie și o viteză de 20 km/h. În perioada interbelică, linia a fost modernizată cu șine de tip 17 și 22,3, oferind aceleași capacități de tonaj, dar permițând o viteză maximă mai mare de 25 km/h. Curbele liniei au avut raze minime de curbură de 100 m și declivități maxime de 10 mm/m. În perioada dintre anii 1959 și 1961, linia a suferit o reconfigurare, incluzând șine de tip 23,6 și 24,5, precum și șine de tip 40 SB, în special în zonele cu curbe.
În urma inundațiilor din anul 1970, segmentul de cale ferată dintre stațiile Ardusad și Șomcuta Mare a fost închis, iar în anul 1990, porțiunea de linie între stațiile Ardusad și Crucișor a suferit aceeași soartă. În anul 1994, la data de 1 aprilie, linia a fost complet închisă, incluzând porțiunile între Ghilvaci, Ardud și Crucișor. Elementele de cale ferată, inclusiv șinele și traversele de lemn, au fost demontate de pe teren și vândute pentru revalorizare. Anumite locomotive și vagoane au fost transferate pe linia îngustă Turda - Abrud, în timp ce altele au fost dezmembrate și vândute ca fier vechi. Două dintre locomotivele cu abur care au operat inițial pe acest segment de cale ferată în începutul secolului XX sunt acum expuse ca „piese de muzeu”: locomotiva cfi seria 764059 se găsește în Parcul de Atracții „Grădina Romei” din Satu Mare, iar locomotiva cfi seria 764410 a fost, într-un timp, expusă în fața sediului Școlii de Personal al Depoului de Locomotive din Satu Mare. În anul 2012, aceasta a fost achiziționată de Primăria din Zlatna și se află acum expusă în centrul orașului.
În ceea ce privește construcția liniei, toate stațiile au fost dotate cu clădiri pentru călători, birouri pentru personalul de mișcare, cabine de semnalizare, inițial folosind semnale Banovici, dar mai târziu înlocuite cu semnale mecanice. În anul 1975, s-a implementat conducerea centralizată a circulației pe această linie, înlocuind semnalele mecanice cu indicatoare fixe pentru punctele de secționare. Reglarea traficului a fost gestionată de operatorii de la Regulatorul de Circulație de Cale Ferată Îngustă (CFI) din Satu Mare. Stația Ghilvaci a fost dotată cu rampe de încărcare-descărcare, linii de transfer îngust-normal, precum și o rampă specială pentru tranzbordarea vagoanelor și locomotivelor de la calea ferată îngustă către calea ferată normală, care necesitau transportul lor pentru reparații la Atelierul de Zonă și Depoul de Locomotive Satu Mare. Stația Ghilvaci a fost, de asemenea, punctul de legătură cu trenurile de călători de pe linia normală Carei - Satu Mare. Trenurile de călători și de marfă au fost tractate de locomotive de la Remiza din Ghilvaci, precum și de locomotive cu abur din seriile 389, 490, 764 și automotoare. Între anii 1968 și 1994, locomotivele diesel L 45 H au fost utilizate pentru această sarcină.
La Uzina UNIO din Satu Mare, începând cu anul 1927, s-au produs vagoane de cale ferată cu atât ecartament normal, cât și îngust. După Al Doilea Război Mondial, Uzina UNIO Satu Mare s-a axat pe producția și reparația de vagoane de cale ferată. Până în anul 1945, au fost produse 351 de vagoane, dintre care o parte au fost utilizate pe căile ferate din jurul Sătmarului.
Circulația trenurilor a fost de-a lungul timpului oprită din cauza unor fenomene meteo extreme sau dezastre naturale care au afectat starea infrastructurii:
Inundații: aprilie 1932, mai 1970M;
Zăpezi mari și viscole: februarie 1922, februarie 1929, martie 1933, februarie 1935;
- 1910 - se deschide fabrica de cherestea din Ghilvaci[27]
- 1918-1919 - Într-un articol de opinie din ziarul Bunavestire din 25.06.1937 aflăm cine era comandantul responsabil de gara din Ghilvaci în perioada 1918 -1919.

În gara Ghilvaci, aparținând detașamentului Samuelli, Lazăr Mihai era comandant al stației, ca delegat al Armatei Roșii. În 1933 a fost pensionat ca invalid de război. În articol, Lazăr Mihai a fost caracterizat ca un om care ”teroriza populația și maltrata pe țăranii sătmăreni, un român renegat și bolșevizat”. La intervenția unor locuitori din Satu Mare și în baza anchetei ordonate de M. A. N., făcută de col. Papado i s-a retras pensia. Decizia a fost contestată de fostul comandant de gară, prin avocatul Fudulu Marin, și a fost repus în drepturile sale. Nu se precizează foarte clar în articol motivul pentru care s-a făcut ancheta, doar că Lazăr Mihai făcea parte din ”bandele roșii agitate de Béla Kun”, care se înstăpâniseră pe zona Ghilvaci.
Pentru a detalia contextul perioadei respective, trebuie amintit că la 1 decembrie 1918, la Alba Iulia, a avut loc Marea Adunare Națională a românilor din Transilvania, Banat și Maramureș, unde s-a votat unirea acestor teritorii cu România. Cu toate acestea, în urma acestui eveniment, a existat o tensiune etnică și politică în regiune, deoarece maghiarii și germanii din zonă nu au fost de acord cu decizia unirii. La sfârșitul Primului Război Mondial, Austro-Ungaria s-a destrămat, iar teritoriile locuite de maghiari, inclusiv regiunea Satu Mare, au intrat într-o perioadă de instabilitate politică și socială. În urma evenimentelor revoluției din Ungaria, Bela Kun a preluat controlul asupra țării și a proclamat Republica Sovietică Ungară la sfârșitul lui martie 1919. Deși guvernul lui Kun a avut o durată scurtă de viață, perioada sa la putere a avut un impact puternic asupra regiunii. O parte dintre maghiarii din regiunea Satu Mare au susținut Republica Sovietică Ungară și au participat la mișcări separatiste care au avut loc în Transilvania în acel moment. Cu toate acestea, Republica Sovietică Ungară condusă de Bela Kun a avut o existență scurtă, fiind în cele din urmă înfrântă în vară și înlocuită cu un regim conservator și autoritar. Unirea Transilvaniei cu România a fost recunoscută internațional în urma Tratatului de la Trianon din 1920, care a consfințit cedarea acestor teritorii către România.
- 1921 - Are loc reforma agrară din 1921, prin care se împroprietăresc țărani din județul Satu Mare.

Contele Ludovic Károlyi, care deținea proprietăți în 38 de localități din județ, printre care și Ghilvaci, i-au fost expropriate în jur de 45 000 iugăre (1 iugăr galăcu 0,5775 ha.) iar pădurea de 6814 iugăre a intrat în rezerva statului. Societatea „Beltiug“, cu sediul la Budapesta, și ea proprietar în zona Ghilvaci, deținea 9 537 iugăre, cumpărate în 1916, din care pădurea se întindea pe 8 786 iugăre. La 19 noiembrie 1922, societatea și-a mutat sediul legal la Satu Mare, înregistrîndu-se ca firmă românească. La dezbaterea procesului de expropriere, comisia județeană nu a avut în vedere situația juridică a proprietății din 1916, ci a stabilit întinderea expropriabilă în funcție de noua stare din 1922, lăsând firmei în stăpînire 7 244 iugăre de pădure. Societatea dispunea, în anul 1925, de două fabrici de cherestea, la Ghilvaci, județul Satu Mare și Ardihat, județul Sălaj, care aveau împreună 517 500 lei aur capital învestit, 225 de muncitori, 6 gatere 250 h.P. (Cf. Ministerul Industriei și Comerțului, Indicatorul Industriei românești, 1925,București, Editura„Import-Export“, p. 171). 
Pentru pămâtul expropriat, moșierii primeau o răscumpărare egală cu de 40 de ori media anuală a prețului regional de arendă în anii 1917—1922. În județul Satu Mare, prețul mijlociu de răscumpărare era stabilit la 200 lei/iugăr plus 78 lei pentru măsurători și parcelare.
- Iunie 1923 - Avize acordate de Comisia Industrială pentru obținerea de avantaje de către întreprinderi din teritoriile alipite

Comisia Industrială a României Mari a decis în ședința de marți, 19 Iunie 1923, avize pentru acordarea de avantaje întreprinderilor din vechiul regat și teritoriile alipite. Printre puținele întreprinderi din Transilvania care sunt pe această listă se află Fabrica de Cherestea din Ghilvaci, jud. Satu-Mare (Dosar 250/1923).
- 27 iunie 1925  - A avut loc la Direcțiunea IV Regională CFR Cluj licitație publică pentru înlocuirea a 3 coșuri de fum la remiza de locomotive din stația Ghilvaci. [33]
- 28 septembrie 1925 - Ziarul Universul anunță colecta de bani a consătenilor din Ghilvaci pentru Fundațiunea „Regele Ferdinand I” din Iași. Un anume Nicolae Petrescu, maistru Ia atelierul mic de reparat vagoane din Ghilvaci a făcut o colectă de 1100 de lei pentru Fundațiunea “Regele Ferdinand I” – o fundație culturală înființată la inițiativa regelui, pentru a marca împlinirea vârstei de 60 de ani de către acesta. În prezent, Palatul Fundațiunii Universitare “Regele Ferdinand I” găzduiește Biblioteca Centrală Universitară “Mihai Eminescu” din Iași. Statutul legal al Fundației a fost decis printr-o lege aprobată de Adunarea Deputaților și Senatul României în ședințele din 29 octombrie, și, respectiv, 19 noiembrie 1925. Legea, care a fost publicată la 11 februarie 1926, preciza modul de finanțare: o dotare inițială de la bugetul statului în valoare de 200.000.000 lei, dobânzile obținute fiind împărțite în mod egal pentru finanțarea de acțiuni culturale și științifice și pentru ajutorarea culturală a familiilor militarilor. La aceasta s-au adăugat ulterior alte donații (imobiliare, financiare) ale unor particulari.

- 1927 - Se deschide punctul vamal Carei, care influențează direct schimburile comerciale din regiune, crescând traficul de margă prin gara Ghilvaci.

Carei are avantajul de a fi aproape de linia care leagă România cu Ungaria, pe la Berveni, care este foarte utilă pentru scurtarea drumului. Pe această linie se putea livra mai rapid și mai ieftin chiar și către Cehoslovacia, scutind mărfurile de la un mare ocol ce se făcea pe la Halmeu. Vama de la Berveni s-a mutat la Carei, acest oraș principal devenind centrul cel mai important din punct de vedere al tranzitului. Grație legăturilor de cale ferată pe care le are cu centrul Ardealului prin Zalău-Dej, precum și cu trenul cel mic la Ghilvaci, mărfurile destinate la export pot fi trimise la frontieră pe 3 linii deodată, toate având legături bune cu Carei. La vremea respectivă, Cameră de Comerț din Satu-Mare a cerut realizarea acestui punct vamal. Sursa
- 22 mai 1927 - Tentativă de pruncucidere în apropierea localității Ghilvaci anunțat în ziarul Dimineața.

Lucrătorul Toth Gyula om da 35 de ani ‘din Negrești a primit să crească pe copila Hes Roza de 10 ani. Numita a stat 3 ani în casa lui Toth, fără să i se întâmple ceva. Intr’una din zile însă acesta a plecat la lucru în altă comună și sub motiv că-i trebue ajutor a spus soției sale să-l trimită pe Roza. Noaptea a abuzat de mica victimă. De frică ea n’a spus nimica. Lucrurile au urmat așa câtva timp. La un moment dat fetița rămasă gravidă, mărturisește totul soției lui Toth, găsește că trebue ascuns faptul „de gura lumii”. Ii îndeamnă să plece ambii la București până va naște Roza, apoi să dea copilul la un azil de acolo. Peste câteva zile au pornit-o la București, unde fata a născut un băiat. Au umblat mai multe zile prin București spre a-l da la vre-un azil, dar n’au reușit. Atunci s’au hotărît să-l omoare. In ziua de 6 Mai au plecat din București luând bilet numai până la Careii. Socotiseră ca distanță Careii Mari la Satu Mare să o parcurgă pe jos, spre a putea să pună în aplicare odiosul plan. Aproape de cantonul Ghilvaci, Roza văzând copilașul că s’a deșteptat a început să tremure și s’a opus intențiunei lui Toth de a-i ucide pruncul. Totuși s’a învoit să-l lase într’un tufiș. întâmplarea a făcut ca să treacă pe acolo doi cheferiști, cări atrași de țipetele copilului au alergat la locul unde se afla și l-au dus în sat. Criminalii au fost ușor descoperiți. D-l jude de instrucție Lișcu a depus în penitenciar pe Roza și pe Toth. Dimineața, 1927-05-22 / nr. 7351
- 13 noiembrie 1927 - Accident feroviar în gara din localitate

Într-o știre publicată în ziarul Dimineața, aflăm că a avut loc un accident feroviar în localitate. Trenul nr. 3075 la ieșirea din stația Ghilvaci a acostat două vagoane, care se aflau la descărcare peste marca de siguranță. Cele două vagoane și locomotiva au suferit însemnate stricăciuni. Din această cauză trenul a plecat cu o întârziere de 84 minute.
- 11 aprilie 1928 - Sunt anunțate facilități fiscale de către statul român pentru creșterea exporturilor de lemn către Ungaria și salvarea fabricilor de cherestea și a transportatorilor.

Majoritatea lemnului tăiat și prelucrat în regiunea Satu Mare merge către Ungaria, care era cel mai mare consumator de lemn din regiune. Cehoslovacia a oferit facilități fiscale exportatorilor și a devenit în scurt timp o sursă mai ieftină de lemn decât cel românesc. Văzând că exporturile se reduc masiv, autoritățile române au pregătit măsuri similare, prin care au reușit să rămână competitivi cu prețurile, iar exporturile către Ungaria s-au reluat.
- 1 mai 1928 - Prețurile pentru loturile de case de pe raza localității Ghilvaci au fost reduse la jumătate după intervenția deputatul Ion Florea la Ministerul Agriculturii.

În foarte multe comune ale județului nostru (Satu Mare) ca: Sanislău, Petrești, Terebești, Tătărești, Sătmărel, Borlești, Ghilvaci, etc.  comisia de împroprietărire fixase prețuri oarecum ridicate la loturile de case cuvenite sătenilor. D-l deputat Ion Florea, intervenind la ministerul agriculturii a reușit să obțină reducerea la jumătate de prețul fixat de comisia de împroprietărire. Rezultatul acestei intervenții a produs multă mulțumire printre sătenii din comunele menționate. Cuventul, 1928-05-01 / nr. 1084
- 6 decembrie 1928 - Un anumit Dr. Borza era prim pretor al localității Ghilvaci

În vechea organizare administrativă a României, prim pretorul era reprezentant al conducerii centrale într-o plasă, având atribuții administrative și de poliție. Aflăm din ziarul Dimineața din 6 decembrie 1928 că Dr. Borza este mutat pe aceeași poziție la Cristur-Odorhei, părăsind postul de la Ghilvaci. 
- 20 martie 1929 - Om lovit de tren pe podul de peste Crasna

Pe podul Crasna între stațiile Ghilvaci și Moftinul Mare, trenul personal No. 425 a lovit pe Ioan Kereji, de 49 ani, din Moftinul-Mare  ce traversa podul, fracturându-i mâinele și picioarele. Cu același tren a fost transportat la spitalul din Carei unde victima a încetat din viață. În urma lui au rămas soția și 6 copii. 
- 12 aprilie 1929 - În presa centrală sunt reclamate vicii de organizare la căile ferate din Ardeal.

Sunt reclamate legăturile proaste între trenuri și vitezele mici de deplasare, care fac dificilă livrarea mărfii transportate.
Situația e îngrijitoare pe liniile secundare înguste, care sunt foarte numeroase în Ardeal. În această categorie sunt liniile Abrud-Turda; Somenta Arded; Codru-Ghilvaci; Satu Mare-Bixad,etc. Pe aceste linii trenurile circulă cu o iuțeală care nu trece de 10-15km. pe oră și pe deasupra trenul stă în stațiuni între 20-40 de minute. E lesne de înțeles că datorită acestui fapt, o distanță ca cea de la Turda la Abrud (95 km.) e străbătută în șapte ore sau de la Satu Mare la Bixad (54 km.) în patru ore. Situația aceasta nu a rămas fără repercusiuni asupra traficului de mărfuri și călători, care a scăzut treptat avantajându-se în schimb tracțiunea automobilă. E lucru cert că în ultimii ani, cursele de autobuze fac concurență tracțiunei feroviare realizând câștiguri însemnate, în timp ce căile ferate au deficite de milioane. De remarcat că însuși statul a fost silit să renunțe la transportul corespondenței și a coletelor poștale, făcând contracte cu societățile de autobuze pentru cursele poștale. Dimineața, 1929-04-12 / nr. 8019
- 9 octombrie 1929 - Haltele Ludoveni, Sim și Hideaga de pe linia Ghilvaci - Șomcuta Mare  se vor desființa. [43]
- 13 august 1930 - Angajații CFR care lucrează la linia îngustă Ghilvaci - Șomcuta Mare și-au constituit o adunare de ajutor reciproc.

Angajații de la liniile ferate Ardud- Satu Mare și Ghilvaci-Șomcuța-Mare au ținut o adunare prezidată de  dl. Scher, în vederea constituiri unei asociații de ajutor reciproc. D. Silaghi a arătat că lupta ce o duc corporațiile cu capitalismul a dat pentru un moment rezultat, izbutind să împiedice intențiile concedierilor proiectate. A arătat apoi nevoile și avantajul unei asocieri. Trecându-se la alegeri, a fost ales președinte d. Gh. Bocskai cu unanimitate de voturi. Dimineața, 1930-08-13 / nr. 8492
- 1 decembrie 1930 - Epidemie de malarie a fost decretată pe teritoriul localității Ghilvaci

Defectul sistemului de irigații, din regiunea Ghilvaci, a făcut ca întreaga rețea de căi ferate cu ateliere, depou de mașini, gări, precum și numeroase sate, să fie înconjurate de bălți, infectate de țânțari. Acești propagatori ai materiei au răspândit boala la sute de familii. 
În regiunea Ghilvaci, de la acar până la șef de gară sunt bolnavi de malarie. Revizorul școlar ne-a declarat că boala face mari revagii și printre copiii de școală. Sunt școli sătești, unde 90% dintre elevi sunt bolnavi de malarie. Mai grav este faptul, că țăranii nu vor să audă de tratamentul cu chinină. Ei ascund bolnavii sau distrug medicamentul. Inginerii căilor ferate au făcut planul secării bălților. Cheltuelile s-ar ridica la 3 milioane lei. Credem că această sumă s-ar putea găsi, dacă ar contribui calea ferată, județul și comunele din jur. Este o mare operă de igienă socială și se impune ca lucrările să înceapă cât mai curând. Ziarul Universul
- 1 august 1932 - Reduceri la tariful de călătorie de 50% pe liniile înguste.

Cu titlu de încercare, Regia Autonomă a Căilor Ferate a pus în aplicare de la 1 august 1932, un tarif redus cu 50% pentru călătoria pe liniile înguste. Aceste linii înguste sunt Odobești-Oticueți, Sibiu-Mohu-Sighișoara, Cernățel-Vurpar, Alba Iulia-Zlatna,Ghilvaci-Ardud-Șomcuța Mare, Grădina Romei-Piața Viilor-Ardud, Grădina Romei-Bixad, Sighet-Sugatag-Mina, Sighet-Obor-Costin-Mina, Tg.Mureș-Praid, Bereni-Iuda, Turda-Abrud, Band-Mihai Viteazul și Ciudei-Coșciuia. Această reducere de 50%, fixată până la 30 noiembrie, se va aplica numai biletului întreg. Cei care se bucură deja de alte redcueri nu mai beneficiau de altă reducere pe aceste linii.
- 29 august 1932 - Președintele filialei Partidului Maghiar din Ghilvaci a fost achitat într-un proces de instigare.

Un anume Gauamt din Carei a organizat o conferință de propagandă cu studenți germani în Ghilvaci. În timpul prelegerii, o piatră a zburat în sală și a rănit-o pe studenta Back Antónia. În urma incidentului, a fost depusă o plângere la tribunalul districtual din Carei împotriva mai multor băieți din sat, iar reclamanții au lăsat să se înțeleagă că aruncarea de pietre a fost rezultatul propagandei maghiare, motiv pentru care l-au denunțat pe Fecser Vendel, președintele filialei locale a Partidului Maghiar, ca fiind instigatorul. După un proces care a trenat doi ani, tribunalul districtual din Carei a dat verdictul și i-a achitat atât pe Fecser Vendel, cât și pe cei acuzați.
- Februarie 1935 - Asociația Vânătorilor începe o campanie de otrăvire a marilor prădători, care s-au înmulțit foarte mult în perioada respectivă.

Asociația de Vânătoare Carei, cu acordul Inspectoratului de Vânătoare Zalău, a otrăvit prădătorii din zonele limitrofe ale satelor Berveni, Cămin, Căpleni, Domânești, Ghenci, Ghilvaci, Moftinul-Mare, Moftimul-Mic și Sânmihai, începând cu data de 10 februarie 1935, după ce suprapopularea prădătorilor a provocat pagube însemnate în populația de iepuri, fazani și potârnichi. Zonele otrăvite au fost marcate cu indicatoare pentru a împiedica localnicii să își conducă animalele în zonele otrăvite, întrucât asociația de vânătoare nu putea fi trasă la răspundere pentru eventualele pagube.
- Septembrie 1935 - Școala din Ghilvaci a fost închisă timp de un an prin decret guvernamental pentru că nu a putut asigura cursuri și în limba germană.

La începutul anului școlar din 1935, în regiunea Carei au fost închise școlile primare de limba maghiară din Urziceni, urmate în decurs de trei zile de cele din Sanislau, Foeni, Ciumește, Căpleni, Cămin, Moftinul-Mare și Ghilvaci. Justificarea închiderii școlilor a fost aceea că un decret ministerial privind educația publică hotărâse că copiii de origine germană nu puteau frecventa școlile de limbă maghiară. Câteva dintre autoritățile școlare au intentat procese administrative împotriva reclasificării școlilor lor ca școli de limbă germană. Inspectoratul de învățământ din Zalău a primit un decret ministerial conform căruia școlile elementare romano-catolice din comunele Tiream, Ciumești, Foeni, Urziceni, Cămin și Ghilvaci, nereușind să se conformeze decretului ministerial și să introducă limba germană, vor rămâne închise pentru anul în curs și vor putea fi redeschise doar cu permisiunea ministerială, dacă se introduce limba germană. Deputatul maghiar János János Jósika a intervenit pe lângă ministrul educației de la vremea respectivă și a trasnmis de asemenea că la Ghilvaci se dorește și începerea predării în limba română.
- 1936 - Buletinul informativ al Ministerului agriculturii și domeniilor menționează moara lui Carol Starmuller din comuna Ghilvaci.[51]

- 27 februarie 1936 - Fabrica de cherestea Bélteki de la Ghilvaci a ars.

Marți dimineață, fabrica de cherestea de la Ghilvaci din cadrul industriei lemnului Bélteki, a ars. O mașină de pompieri și un pluton de pompieri sătmăreni s-au deplasat de urgență la incendiu cu o autospecială. În acel moment, fabrica de cherestea era deja în flăcări. Deși ploua, lemnul uscat era în flăcări și nu a putut fi stins până a doua zi la prânz. Pagubele s-au ridicat la un milion și jumătate de lei, sumă acoperită de asigurare. În urma incendiului, o sută de muncitori au rămas fără serviciu.  Ziarul Brassói Friss Ujság menționează că în decurs de câteva săptămâni, a fost incinerată și cea de-a treia fabrică de cherestea din județul Satu Mare, iar două dintre cele trei erau deținute de Industria Forestieră Bélteky.
- 6 martie 1937 - Accident de muncă la Fabrica de Cherestea din Ghilvaci

În timp ce muncitorul Valentin Nagy, în vârstă de 26 ani, lucra la un fierestrău circular, i-a fost tăiat brațul stâng. Nefericitul muncitor a fost internat la spital.
- 18 septembrie 1937 - 150 de locuitori catolici din Ghilvaci merg la pelerinajul de la Mănăstirea Radna (jud. Arad).

Credincioșii catolici din dieceza de Oradea și Satu Mare au organizat pe 19 septembrie un pelerinaj diecezan la Maria Radna, condus de episcopul comitatului, István Fiedler, cu trenuri speciale. Mii de persoane și-au anunțat participarea la pelerinaj: Satu Mare 160, Ghilvaci 150, Carei 140, Valea lui Mihai 130, Sacueni 120,Oradea 100, Cefa 90, Salonta 80. Trenul special de la Satu Mare a plecat pe 18 septembrie, iar cel de la Oradea pe 19 septembrie, la primele ore ale dimineții. Atât trenul special de la Oradea, cât și cel de la Satu Mare s-au întors la punctele de plecare noaptea la 11, astfel încât toată lumea să poată ajunge la serviciu lunea următoare. Având în vedere reducerile speciale de călătorie, pelerinii au fost încurajați să participe în număr cât mai mare.
- 13 noiembrie 1937 - se organizează licitație publică pentru darea în arendă a pășunii de lângă Ghilvaci.

A avut loc ședința Comisiunii de licitații aCompaseratul uiUrbarial al Comunei Ghilvaci (jud. Sălaj)  în ziua de 13 noiembrie 1937, pentru darea în arendă a pășunii. Pășunea este situată ”între linia principală CFR și Linia CFR Carei-Șomcuta, și pe care este instalat ferăstrăul Societății Anonime Forestire Beltiug, cu excepția întinderii teritoriului în lungime totală, drept și vertical, pe linia principală CFR, de la ultima casă munctiorească.”
Durata arenzii este de 9 ani consecutivi începând de la 1 ianuarie 1938. Teritoriul arendat poate fi folosit numai pentru scopurile de pășune. Licitația se va face prin oferte scrise, închise și sigilate. Ofertele scrise, închise și sigilate se vor preda în ședința publică Comisiei de licitații Composesoratului Urbarial, ședința deschizându-se în ziua de 13 Noembrie 1937, ora 11 a. m., în Casa comunală din Ghilvaci. Ofertanții vor depune drept garanție provizorie 5 la sută asupra arenzii oferite pe timp de 9 ani, iar adjudecatarul înainte de semnarea contractului va consemna 10 la sută din arendă pe timp de 9 ani. Adjudecatarul va rămâne obligat oricăror taxe și impozite ce vor rezulta din afacere și va suporta cheltuelile contractului, publicației de licitație și licitației. La licitație oricare persoană juridică sau fizică poate lua parte. Caietul de sarcini se poate vedea la Președintele Composesoratului Urbarial al comunei Ghilvaci în orele oficioase. Sen. Fecser loan, președinte (Viitorul, 1937-10-13 / nr. 8928)
- Septembrie 1938 - S-a vacantat postul de șef de gară la Ghilvaci și a fost anunțat un concurs de către regionala CFR.

Direcția mișcării CFR a declarat vacante următoarele stații: Bălteni, Bărăganu și Ghilvaci (categoria X-a). Șefii de gară care doreau să ocupe aceste stații vacante, trebuiau să înainteze cererile lor pe cale ierarhică.  Un an mai târziu, se anunță iar vacantarea postului în presa națională.
- 21 decembrie 1939 - Ioan Mesaroș a fost anunțat ca secretar al partidului unic Frontului Renașterii Naționale pentru localitatea Ghilvaci, care la acea vreme se afla în județul Sălaj. [59]

Frontul Renașterii Naționale a fost un partid înființat de regele Carol al II-lea la data de 16 decembrie 1938, fiind primul partid de masă din România. Scopul declarat al F.R.N. era „mobilizarea conștiinței naționale în vederea întreprinderii unei acțiuni solidare și unitare românești de apărare și propășire a patriei și de consolidare a statului". Doar F.R.N. avea dreptul de a depune candidaturi în alegeri.

#### 1940 - 1945
- 30 august 1940 - România a fost forțată să semneze Diktatul de la Viena, sub presiunea Germaniei naziste și a Italiei fasciste, cedând o mare parte din teritoriul Transilvaniei de Nord către Ungaria.

După semnarea Diktatului de la Viena, trupele militare maghiare au intrat în teritoriile retrocedate și au ocupat județul Satu Mare. Administrația românească a fost înlăturată, iar autoritățile ungare au preluat controlul asupra regiunii. După ocupare, au avut loc schimbări demografice în județul Satu Mare, o parte a populației maghiare întorcându-se sau stabilindu-se în regiune. După ce prima unitate militară maghiară trece, la 5 septembrie 1940, frontiera pe la Sighetul Marmației, pătrunzând și ocupând localitățile Carei, Satu Mare, Sighetul Marmației, Ocna Șugatag, au început masacrele împotriva populației civile românești: „în doar 11 zile, au fost asasinați aproximativ1.000 de români" în teritoriul ocupat.
- 25 Octombrie 1944 - Eliberarea gării din Ghilvaci de ocupația germano-maghiară de către trupele românești și rusești

În ziua de 25 octombrie 1944, trupe de pe cel deal doilea front ucrainean au luat cu asalt importantele centre ale apărării inamicului și mari noduri de cale ferată din nordul Transilvaniei, orașul Satu Mare și Carei, precum și peste 100 de alte localități, printre care Batarci, Halmeu, Turulung, Agriș, Pelișor, Lazuri, Odoreu, Vetiș, Oar, Sătmărel, Ghilvaci, Cămin, Urziceni, Sanislău și gările Halmeu, Micula, Odoreu, Lazuri, Sătmărel, Ghilvaci și Sanislău. Prin această campanie, trupele românești din armata a 4-a, condusă de Generalul Gheorghe Avramescu au finalizat eliberarea Transilvaniei de trupele inamice. 
”Trupe de pe cel de al doilea front ucrainean, după ce au sdrobit pe inamic în regiunile muntoase din Transilvania, au scoborît în câmpie și au început luptele pentru orașul Satu Mare și pentru orașul Cărei. Marți, infanteriștii sovietici au pătruns vijelios în orașul Satu Mare. Germanii și ungurii s-au baricadat în casele de piatră și au opus o rezistență îndârjită. Detașamentele sovietice de asalt, cu ajutorul artileriștilor, curățau pe inamic din cuiburile de rezistență. In ziua de Miercuri, trupele sovietice au luat cu asalt orașul Satu Mare. Majoritatea, garnizoanei inamice a fost, nimicită. Au fost făcuți numeroși prizonieri și o bogată pradă de război a fost capturată. Satu Mare este un important nod de comunicații. Aci se întâlnesc patru linii ferate și cinci șosele. Alte unități sovietice au ocupat gara și orașul Cărei. Prin ocuparea orașelor Satu Mare și Cărei, trupele sovietice au terminat în mod definitiv eliberarea Transilvaniei.” Ziarul Scânteia
În dimineața zilei de 25 octombrie, comandantul Armatei 4 române, generalul Gheorghe Avramescu, expedia președintelui Consiliului de Miniștri o telegramă în care anunța că trupele noastre au cucerit „prin lupte grele frontiera de nord-vest a României, eliberînd pe vecie ultimul colț robit al pămîntului românesc; în acest moment înălțător, împărtășim domniei voastre și guvernului țării, bucuria și mîndria acestui fapt de arme“.
- 1944 - Uzina Electrică din Satu Mare este dotată cu echipamente electrice descoperite în vagoane abandonate din gara din Ghilvaci.

Muncitorii de la Uzina Electrică descoperă, în gara de la Ghilvaci, într-un vagon abandonat, două grupuri electrogene Ganz-Iendrasik Diesel. Aceste grupuri au fost aduse și montate în subsolul clădirii administrative a Uzinei Electrice.
- 5 ianuarie 1945 - Irina Funkenhauser, locuitor de etnie șvabă al localității Ghilvaci, împreună cu alți etnici șvabi din comună, este deportată în Donbas. După 3 ani se va întoarce și se va muta în Gara Ghilvaci după căsătorie. A murit în 2022, la 96 de ani, fiind cel mai longeviv locuitor din Gara Ghilvaci.

Pe baza informațiilor din documentele oficiale ale vremii, administrația românească de atunci a implementat măsuri care urmăreau dezlocarea unui număr semnificativ de etnici germani și deportarea lor în U.R.S.S., sub pretextul muncii forțate pentru reconstrucția teritoriului. Această acțiune a început în ianuarie 1945 și a fost strict reglementată prin Ordinul A/192 din 19 februarie același an, emis de generalul Vinogradov, locțiitorul președintelui Comisiei Aliate de Control. Cu toate că cifrele exacte privind numărul deportaților (bărbați între 17 și 45 de ani, femei între 18 și 30 de ani) nu pot fi stabilite cu precizie, estimările variază între 64 000 și 70 000 de persoane. Dintre cei aproape 70 000 de etnici germani trimiși să lucreze în Uniunea Sovietică pentru reconstrucție, până în septembrie 1947 s-au întors în țară 9,039 de etnici germani, 470 din alte etnii și 48 de supuși germani. După eliberarea din lagărele sovietice, etnicii germani au fost reclasați din categoria inamicilor de război în cea a dușmanilor de clasă. Pe Youtube există o înregistrare cu Irina Funkenhauser care povestește unor apropiați despre experiența ei în Donbass. Herman Terezia, deportată de etnie maghiară din Terebești povestește cum a fost experiența întoarcerii acasă: ”De la Satu Mare am venit cu trenul acasă la Terebești, prin Ghilvaci. Nu s-au întors atunci toți cei din sat(deportați) ci numai cei slabi și bolnavi. Cei din Ardeal n-au venit atunci, nu aveam bani nici de bilet pentru tren și ceferiștii ne-au dat de mâncare. Lor le-am spus că atunci când va ajunge trenul în pădure să fluiere trenul până la gara din sat. Toți oamenii au fugit la gară, s-au tras clopotele și la biserica românească, apoi ne-am dus la amândouă bisericile din sat.”
1945 - În lucrarea ”20.000 de nume - Evidența deportaților din Transilvania de Nord rămași în viață” este menționat un supraviețuitor al Holocaustului din Ghilvaci: Mozes Ștefan (numele mamei Ecker Berta), născut în 1905.  Cartea neagră a localităților din care naziștii au exterminat populație evreiască arată că din Ghilvaci au fost deportați 6 evrei.

#### 1946 -1990
- Iulie 1947 - Se fac investiții în infrastructura de cale ferată afectată de bombardamente

Pe linia Ghilvaci-Șomcuta Mare s-au reparat 5 poduri, cu o lungime totală de 174 m., reprezentând o valoare de 14 miliarde lei. Aceste lucrari s-au executat prin unitățile exterioare ale direcției construcțiilor CFR.
- Februarie 1949 - Contracte încheiate între țăranii muncitori și Stațiunea de Mașini și Tractoare din Carei-Sălaj

Stațiunea de Mașini și Tractoare din Carei-Sălaj a programat pentru arat în cursul campaniei însămânțărilor de primăvară o suprafață de 1893 ha, față de 325 ha arate în cursul anului trecut. În acest scop, muncitorii stațiunii duc munca de lămurire în satele din jur, arătând țăranilor muncitori avantajele lucrării pământului cu tractorul. În urma acestei acțiuni, stațiunea a încheiat numeroase contracte cu țăranii muncitori din satele Moftimu Mare, Ghilvaci, IancuIești, Petrești, Sanislău, Capleni, Cămin și altele.
- 24 martier 1949 - Uzina Ghilvaci trimite un reprezentant la campionatul popular de șah, faza pe județe.

Rodnic Alexandru, muncitor la Uzina CFR Ghilvaci, participă la campionatul județean de șah. 
- Fabrica de cherestea Sovrolemn din Ghilvaci și-a îndeplinit înainte de termen planul în 1949

Ziarul Scânteia menționează fabrica de cherestea din Ghilvaci, județul Sălaj, alături de alte fabrici din țară, pentru că încă din luna octombrie 1949, a reușit să atingă planul anual. Sursa
- Aprilie 1950 - Direcțiunea Medicală a CFR angaja medici și personal sanitar auxiliar (surori, oficianți sanitari, infirmiere) la șantierele CFR.

Pentru Ghilvaci se căuta medic de circumscripție.
- Decembrie 1956 - Pentru construirea podului de peste Crasna, sătenii din Craidorolt au transportat prin muncă voluntară de la gara Ghilvaci piloții de brad necesari acestei lucrări, iar din pădurea Foeni s-au transportat tot prin muncă voluntară 22 m.c. lemne de esență tare, și altele. În total valoarea muncilor voluntare efectuate de cetățenii comunei este de 13.240 lei. [73]
- Noiembrie 1957 - La Gara Ghilvaci, unde locuiesc peste 100 de familii, a fost înființată o grădiniță de copii. [74]

- octombrie 1959 - în numărul din iulie-decembrie al Revistei Lupta de Clasă, se anunță că întovărășirea agricolă din Ghilvaci  s-a transformat în gospodărie colectivă.

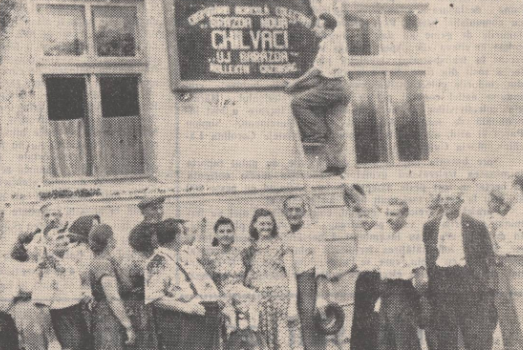

Un număr tot mai mare de țărani întovărășiți se conving din experiența proprie și din experiența gospodăriilor colective fruntașe de avantajele trecerii la forma superioară de cooperare în producția agricolă. Sunt multe exemple care demonstrează acest lucru. Să luăm bunăoară întovărășirea agricolă din satul Ghilvaci, raionul Cărei, regiunea Baia Mare. În urma muncii politice desfășurate de organizația de partid, întovărășirea agricolă și-a organizat munca pe brigăzi și echipe; s-a trecut la introducerea sistemului de repartiție atît după muncă, cit și după suprafața de teren adusă de întovărășiți. In 1957, organizația de bază a propus și adunarea generală a întovărășirii a aprobat să se însămînțeze o suprafață de 5 ha cu plante tehnice, și din sumele realizate să se construiască saivane, grajduri și să se cumpere de avere obștească, în 1958 s-au cumpărat peste 100 de oi și s-a construit un saivan pentru 500 de oi. Ca urmare a muncii politice duse de organizația de partid, a activității în producție desfășurate de țăranii întovărășiți, a dezvoltării fondului obștesc, întovărășirea agricolă s-a întărit, s-a dezvoltat , treptat, pe baza rezultatelor concrete obținute, în întovărășire s-a creat un puternic curent pentru transformarea acesteia în gospodărie colectivă. (upta de clasă, iulie-decembrie 1959 / nr. 8)
- Mai 1960 - Colectivul de ceferiști din stația Ghilvaci, a hotărît ca prin muncă voluntară să colecteze o cantitate cât mai mare de fier vechi. Astfel, în cinstea zilei de 1 Mai, fiecare ceferist s-a angajat să stringă o cantitate între 100—150 kg fier vechi. Ceferiștii au pornit la acțiune: încă în primele două zile, ei au adunat o cantitate de aproximativ 800—900 kg. În această acțiune se evidențiază: Adrian Silaghi, Vasile Iuhas, Alexandru Marian, Aurel Rivari, Ion Gopnar și alții. [76] Cu această ocazie, lucrătorii CFR au descărcat 3 vagoane pietriș pe care l-au nivelat pe peron. Tinerii din această stație contribuie la înfrumusețarea satului. Ei au reparat de curând gardul școlii, au confecționat bănci pentru copiii de la grădiniță, au amenajat un parc în fața școlii etc., totalizând fiecare peste 100 ore de muncă. Tinerii Ștefan Erdély, Ion Tulian, Gheorghe Săbău, Maria Zirna au efectuat peste 130 de muncă. Acești tineri vor deveni purtători ai insignei „Brigadier al muncii patriotice“. [77]
- Aprilie 1961 - La Ghilvaci au fost curățate de spini și scaieți 156 hectare pășune. [78]
- Iulie 1962 - Stația C.F.R. Ghilvaci a primit pe trimestrul I 1962 diploma C.C. al Uniunii Sindicatelor din întreprinderile de transporturi și telecomunicații și a Direcției generale C.F.R.datorită rezultatelor foarte bune la încărcarea de vagoane cu marfă. Cu ocazia înmînării diplomei, mulți dintre lucrătorii stației care s-au înscris la cuvânt, ca Vasile Bădescu, impiegat de mișcare, Adrian Silaghi, șef de manevră, Alexandru Marian, acar, Pavel Szabo, șeful stației și alții au vorbit despre metodele lor de muncă aplicate cu bune rezultate. [79]
- Octombrie 1962 - În comunele și satele raionului Carei s-au deschis o serie sa de noi unități de desfacere ale cooperației de consum. Printre acestea se numără magazinul universal din Craidorolț, cele din Foeni, Săcășeni, Santău, Mihăieni și magazinul mixt din Ghilvaci. [80][81]
- Iulie 1964 - Se construiește un nou peron în stația Ghilvaci iar spațiul verde din jurul gării este extins. [82]
- August 1964 - Caravana cinematografică din Baia Mare a prezentat un ciclu de filme aratistice și documentare pentru locuitorii din Ghilvaci. [83]
- Martie 1973 - Este electrificat sistemul de iluminat din jurul gării. Din păcate el se defectează la câteva săptămâni după instalare, iar la un an dstanță presa locală amintește I.R.E Satu Mare de necesitatea remedierii problemei. Este un prilej să apară și folclor local pornind de la această situație: ”La Ghilvaci, acolo-n gară / Arde lampa ca la ... țară / Nouă ce ne dă prind gînd?/ Să-ntrebăm și pînă cînd?“.[84]
- 22 decembrie 1977 - Probleme cu încălzirea vagoanelor pe liniile înguste în sezonul rece, reclamate în Ziarul Scânteia.

Ioan Dan, secretarul comitetului de partid din complexul CFR Satu Mare reclamă situația dificilă cu care se confruntă călătorii și angajații CFR pentru liniile înguste. 
”Pentru încălzirea pe timpul iernii, cele 14 vagoane din garnitura de tren pentru călători sunt prevăzute cu instalații de calorifere cu aburi. Surprinzător, din acest an, caloriferele au înghețat, iar pentru încălzire, în mijlocul vagoanelor, au fost instalate sobe cu cărbuni. Așa că, înainte de a pleca în cursă, conductorii aleargă în dreapta și-n stînga pentru procurarea surcelelor necesare la aprinderea brichetelor de cărbune, urmind ca, apoi, călătorii, după poftă și după cum îi taie capul, să ardă cota de cărbune alocată. Nu de puține ori însă cărbunii se consumă pe ruta de ducere, iar la întoarcere, călătorii se încălzesc... cu explicațiile și scuzele conductorilor. Și toate acestea se petrec în timp ce vagoanele sunt prevăzute cu calorifere ce ar trebui încălzite cu aburi. O asemenea bizară măsură a fost luată de Regionala C.F.R.—Cluj, care a dispus punerea în aplicare a acestei „inovații“. Scînteia, 1977-12-22 / nr. 10992
- 19 ianuarie 1982 - Un baraj de gheață s-a format l-a baza podului de cale ferată dintre Moftin și Ghilvaci.

După înghețuri și dezghețuri repetate, la picioarele podului dintre Ghilvaciși Moftinu Mare aflat pe râul Crasna, se formase un imens baraj din blocuri suprapuse de gheață, fapt care a făcut ca apeIe le râului să iasă din matcă, amenințând să inunde mari suprafețe agricole. O formație de luptători din gărzile patriotice au acționat provocând un lanț de explozii care au fisurat barajul de gheață. Apoi, cu ajutorul căngilor și „ghearelor “ de pisică formația a dirijat blocurile de gheață pe lângă picioarele podului. Apele revărsate între timp pe mari întinderi de teren s-au retras în matca lor.
- 3 iulie 1984 - nou pod rutier peste Crasna inaugurat între Moftinu Mic și Ghilvaci.

Pe râul Crasna, între localitățile Moftinu Mic și Ghilvaci, s-a dat în folosință un pod de beton lung de aproape 100 de metri. Spre deosebire de vechiul pod de lemn, peste care nu se putea trece cu încărcături mai mari de 3,5 tone, noul pod rutier asigură, pe un traseu mai scurt, transportul de mărfuri din localitățile din jur spre Satu Mare sau Carei și un sens invers și cu autovehicule de mare tonaj. 
- Inundațiile din aprilie 1989

Precipitații abundente — peste 120 litri pe metru pătrat — transformate pe alocuri în lapoviță și ninsoare,  au dus la apariția excesului de apă pe anumite suprafețe de pe raza comunei Moftin. Au fost mobilizați toți locuitorii din comună, aproape 800 de oameni, care, coordonați de Comandamentul local împotriva inundațiilor, au lucrat neîntrerupt la întărirea digurilor, executarea de rigole de scurgere de pe culturile afectate — peste 1 500 de hectare de băltiri în fermele vegetale I și II. Oficiul de gospodărirea apelor și mecanizatorii secției și Centrului de reparații S.M.A. care, cu mijloace mecanice unde a fost posibil, unde nu cu brațele, au ajutat inclusiv la evacuarea animalelor din ferma zootehnică de la Ghilvaci, cărând în brațe de la ora 18:00 până la 03:00 noaptea peste 200 de viței.

#### 1990 - 2023
- octombrie 1993 - În cadrul unui Te Deum, gara din localitate a primit numele „General Gheorghe Avramescu”, în semn de prețuire pentru eliberarea Ardealului de Nord.

- 1 aprilie 1994 - linia de cale ferată îngustă pe relația Ghilvaci - Ardud se închide.
- 2000 - este construită biserica ortodoxă din sat cu hramul  ”Sfantul Dimitrie Izvoratorul de Mir”.

## Tradiții
Pentru Ghilvaci, s-au găsit mențiuni ale unor sărbători specific șvăbești, celebrate pe raza localității până la mijlocul secolului trecut.
Fărșangul
Obiceiurile din decursul unui an ale șvabilor sătmăreni continuă sărbătorile vechi din ținutul de baștină, Suabia superioară, și se orientează după anul bisericesc și ciclul agrar. Fărșangul sătmărean e parte integrantă a complexului vast "Carnaval-farșang" (Karneval-Fastnacht-Fasching). Țăranul depinde de capriciile vremii și de aceea încearcă să influențeze pozitiv soarta recoltei prin procesiuni pe ogoare. Cu această ocazie tineretul adună lemne, paie, dar și bani pentru pregătirea focului. În concepția poporului, un mare număr de făclii și răspîndirea largă a scânteilor garantează o recoltă bună pentru anul în curs. În regiunile de colonizare ale șvabilor focul sacru în Postul Mare al Paștelui, respectiv Duminica scânteilor sau a fructelor uscate (Hutgyssonntag, căci se consumă fructe uscate în această zi) a fost răspândit și în Transdanubia (Schwäbische Türkel).  
Modul de desfășurare a sărbătorii se aseamănă la toți șvabii sătmăreni. Prăjina (Funkestock) se împletește cu paie, în care se pune uneori o păpușă (vrăjitoare). În apropierea locului se așează oblic o scândură sau o ușă pe un butoi. De această scândură se lovește discul din lemn aprins pentru a zbura cât mai departe la vale. La sărbătoare participă toată comunitatea. Seara la ora șapte, când sună clopotul, fata cea mai mare a comunei aprinde stogul, doar la Ardud funcția ei e preluată de responsabilul ceremoniei. Flăcăii își aprind discul (șaiba) de lemn la foc, îl fixează în prăjină și îl învârt până când își spun dedicația și aruncă discul. Primele dedicații sunt adresate persoanelor de seamă ale comunei: primarului, preotului, învățătorului, iar după război președintelui C.A.P.-ului și directorului școlii comunale. Dedicația conține o întrebare urmată de răspuns. Urmează dedicații adresate flăcăilor și aleselor inimii, în așteparea nunții perechii. Uneori se folosește ocazia pentru a critica abuzurile autorităților bisericești și laice 
Pentru a minimaliza pericolul focului în comune, locul desfășurării era mereu un deal sau o pantă (de ex. la Șandra și Homorodu de Jos). Dacă lipseau dealuri din perimetrul comunei (de ex. la Ghilvaci, Căpleni sau Ciumești), se ridica o claie de paie pe pășunea satului. Flăcăii aprindeau un singur foc, dar în comune mai mari ca Moftinu Mare sau Ardud, flăcăii se organizau după străzi sau cartiere. 

## Populația
În secolul al XVIII-lea, pe teritoriul Sătmarului coexistau mai multe grupuri etnice, dintre care cele mai importante erau românii, maghiarii și șvabii. Coloniile organizate de familia Karolyi începând cu 1712 au adus în comitatul Sătmarului aproximativ 8000 de șvabi. Grupul cel mai numeros și compact al șvabilor s-a format în jurul orașului Carei și a inclus 11 comunități șvăbești: Urziceni, Foieni, Ciumești, Sanislău, Petrești, Cămin, Căpleni, Tiream, Dindeștiu Mic, precum și două comunități situate în Ungaria (Vallaj și Merk). Un alt grup șvab era concentrat în jurul comunei Ardud și includea localități precum Beltiug, Șandra, Socond, Rătești și Mădăras. O legătură între grupurile din vest (Carei) și est (Ardud) era formată de patru comune: Moftinu Mare, Ghilvaci, Terebești și Craidorolț. Datorită procesului de asimilare culturală, coloniștii au experimentat o pierdere graduală a limbii materne a etniei lor, rezultând într-o identitate duală, în care majoritatea se identificau fie ca șvabi cu limba maternă maghiară, fie drept maghiari. Și alte surse menționează Săcășeni, Beltiug, Santău, Ardud, Ghilvaci, Terrebești, Șandra, Supur, Zajta, ca făcând parte din grupul satelor șvăbești sătmărene, între ele apărând inclusiv Satu Mare. 
Între 1890-1900, are loc o creștere considerabilă atât în rândul populației din comunele rurale ale Plasei Carei cât și în cazul orașului Carei, în urma revoluției industriale care se manifestă în această perioadă, se înființează noi fabrici, care prin oferta de noi locuri de muncă atrag populații din alte părți. în Plasa Carei (teritoriul din Austro-Ungaria) față de anul 1900, crește ponderea lucrătorilor în industrie, dacă în anul 1900 acesta este 8,3%, în anul 1910 este 9,7% din totalul populației active. Varga E. Árpád pune în evidență acele localități în care instituirea sau reducerea producției unui punct de lucru a influențat evoluția numerică a populației. De exemplu în urma reducerii producției gaterelor din Ghilvaci, după creșterea din anii 1890-1900, în anul 1910 se constată o diminuare a populației din Moftinu Mic și din Ghilvaci, datorită părăsirii localității a unui număr de locuitori, romano-catolici maghiari și germani. 
Mozaicul etnic al regiunii și istoria locului au făcut foarte dificile discuțiile „Tratatul de pace între Puterile Aliate și Asociate cu Ungaria”, semnat la Trianon la 24 iunie 1920.
| Anul | Total | Români | Unguri | Germani | Evrei | Rromi | Ucrainieni | Sârbi | Slovaci |
| 1880 | 404   | 0      | 348    | 45      | 0     | 0     | 0          | 0     | 0       |
| ---- | ----- | ------ | ------ | ------- | ----- | ----- | ---------- | ----- | ------- |
| 1890 | 453   | 9      | 432    | 12      | 0     | 0     | 0          | 0     | 0       |
| 1900 | 801   | 46     | 689    | 44      | 22    | 0     | 2          | 1     | 1       |
| 1910 | 663   | 9      | 647    | 0       | 0     | 0     | 0          | 0     | 0       |
| 1920 | 663   | 131    | 37     | 491     | 4     | 0     | 0          | 0     | 0       |
| 1930 | 620   | 151    | 225    | 243     | 0     | 0     | 1          | 0     | 0       |
| 1941 | 738   | 63     | 647    | 28      | 0     | 0     | 0          | 0     | 0       |
| 1956 | 697   | N/A    | N/A    | N/A     | N/A   | N/A   | N/A        | N/A   | N/A     |
| 1966 | 610   | 288    | 321    | 1       | 0     | 0     | 0          | 0     | 0       |
| 1977 | 549   | 292    | 233    | 16      | 0     | 0     | 8          | 0     | 0       |
| 1992 | 399   | 266    | 66     | 48      | 0     | 0     | 13         | 0     | 0       |

Comuna Ghilvaci a avut în 1930 463 de locuitori șvabi, al căror număr astăzi s-a redus cu peste 98%. 

## Personalități
Scriitorul Jozsef Hornyak (n. 7 martie 1920, Ghilvaci/Satu Mare - 4 martie 2005). Debut in Új Elet. 
Volume:
- Nyarfa (Plop), proza scurta, 1956; 
- Viragos ven berek (Crang batran cu flori), povestiri, 1956; 
- A tutajos pohara (Paharul plutasului), povestiri, 1963; 
- Romantika (Romantism), povestiri, 1963; 
- Harom het duzzogas (Trei saptamani de imbufneala), povestiri, 1966;
- Az intelligens kocsmaros (Carciumarul inteligent), povestiri, 1969; 
- Evek, orangyalok (Ani, ingeri pazitori), povestiri, 1974; 
- Fanyeres (Tarnita), povestiri, 1976; 
- Feher pava (Paunul alb), roman, 1980.
Haiducul Costin Pap din Ghilvaci (a activat ca membru în ceata haiducească a lui Pintea Viteazul între 1699-1703).
Pintea Viteazul, cunoscut și ca Grigore Pintea, a fost un haiduc marcant în istoria României, cu o personalitate complexă. S-a născut în 1670 în satul Măgoaja, Cluj, și a devenit cunoscut pentru curajul său și implicarea în schimbarea socială. Educându-se în diverse orașe și învățând taina armelor, a devenit haiduc la vârsta de 25 de ani, acționând în zone precum Maramureșul și Chioarul, inclusiv prin atacuri îndreptate împotriva nobililor nedrepți, sprijinind oamenii săraci. A fost un susținător al Răscoalei Curuților din 1703, iar în timpul asediului cetății Baia Mare, în august același an, a fost împușcat și ucis. Timp de zece ani, el a haiducit și și-a strâns în jurul său o ceată haiducească.
În iulie 1699, o ceată de haiduci condusă de Pintea Viteazul atacă și jefuiește un grup de negustori greci în satul Hordou (Coșbuc, azi), alături de o ceată de tâlhari maghiari. Acest jaf devine celebru pentru amploarea sa și pentru faptul că duce la jefuirea unei averi aproape egală cu întregul impozit al Transilvaniei. Atacul are loc într-un mod organizat și se transformă într-o confruntare militară cu victime omenești. Costin Pap și alți haiduci capturați în urma investigațiilor ulterioare dezvăluie că existau tensiuni interne în cadrul cetei de haiduci, cu privire la împărțirea prăzii și decizii nedrepte.